# Guerra de las Comunidades de Castilla
La guerra de las Comunidades de Castilla fue el levantamiento armado de los llamados comuneros, acaecido en la Corona de Castilla desde el año 1520 hasta 1522, es decir, a comienzos del reinado de Carlos I. Las ciudades protagonistas fueron las del interior de la meseta Central, situándose a la cabeza del alzamiento las de Segovia, Toledo y Valladolid. Su carácter ha sido objeto de agitado debate historiográfico, con posturas y enfoques contradictorios. Así, algunos estudiosos califican las Comunidades como una revuelta antiseñorial; otros, como una de las primeras revoluciones burguesas de la Era Moderna, y otra postura defiende que se trató más bien de un movimiento antifiscal y particularista, de índole medievalizante.
El levantamiento se produjo en un momento de inestabilidad política de la Corona, que se arrastraba desde la muerte de Isabel la Católica en 1504. En octubre de 1517, el rey Carlos I llegó a Asturias proveniente de Flandes, donde se había autoproclamado rey de sus posesiones hispánicas en 1516. A las Cortes de Valladolid de 1518 llegó sin saber hablar apenas castellano y trayendo consigo un gran número de nobles y clérigos flamencos como corte, lo que produjo recelos entre las élites sociales castellanas, que sintieron que su advenimiento les acarrearía una pérdida de poder y estatus social. Este descontento fue transmitiéndose a las capas populares y, como primera protesta pública, aparecieron pasquines en las iglesias donde podía leerse:

Tú, tierra de Castilla, muy desgraciada y maldita eres al sufrir que un tan noble reino como eres, sea gobernado por quienes no te tienen amor.

Las demandas fiscales, coincidentes con la salida del rey para la elección imperial en Alemania tras las Cortes de Santiago y La Coruña de 1520, produjeron una serie de revueltas urbanas que se coordinaron e institucionalizaron, encontrando un candidato alternativo a la corona en la «reina propietaria de Castilla», la madre de Carlos, Juana, cuya incapacidad o locura podía ser objeto de revisión, aunque la propia Juana, de hecho, no colaborara. Tras prácticamente un año de rebelión, se habían reorganizado los partidarios del emperador —particularmente la alta nobleza y los territorios periféricos castellanos, como los reinos andaluces y Granada— y las tropas imperiales asestaron un golpe casi definitivo a las comuneras en Villalar el 23 de abril de 1521. Allí mismo, al día siguiente, se decapitó a los líderes comuneros: Padilla, Bravo y Maldonado. El ejército comunero quedaba, así, descompuesto. Solamente Toledo mantuvo viva su rebeldía, hasta su rendición definitiva casi un año después, el 3 de febrero de 1522.
Las Comunidades han sido siempre motivo de atento estudio histórico en España, y su significado a veces ha sido mitificado y utilizado políticamente, en particular a partir de la visita del Empecinado a Villalar el 23 de abril de 1821, con motivo del tercer centenario de la derrota, tal como era sentida por los liberales. Pintores como Antonio Gisbert retrataron a los comuneros en algunas de sus obras, y se firmaron documentos como el Pacto Federal Castellano, con claras referencias a las Comunidades. Los intelectuales conservadores o reaccionarios adoptaron interpretaciones mucho más favorables a la postura imperial y críticas hacia los comuneros. A partir de la segunda mitad del siglo xx, se revitalizaron los estudios históricos haciendo uso de una metodología renovada.
Más recientemente, en el plano político, desde principios de la transición a la democracia, se comenzó a conmemorar la derrota cada 23 de abril, alcanzando finalmente, con la conformación de Castilla y León como autonomía, el estatus de Día de la Comunidad. Asimismo, su utilización como elemento simbólico está muy presente en los movimientos castellanistas y regionalistas castellanoleoneses. Ha tenido una notable difusión popular mediante el poema épico Los comuneros, de Luis López Álvarez, musicalizado por el Nuevo Mester de Juglaría.

## Situación previa

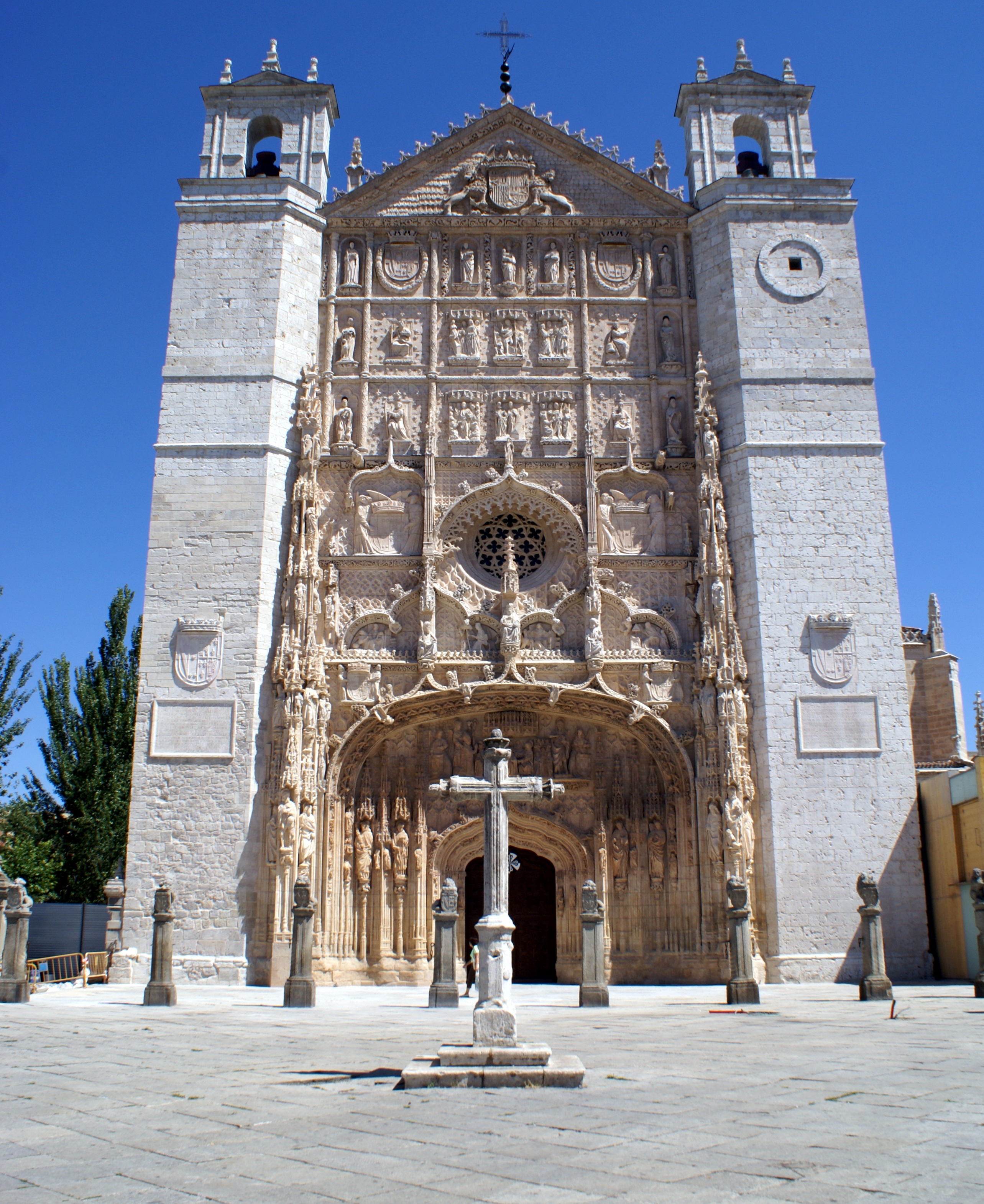
Iglesia conventual de San Pablo, en Valladolid, sede de las Cortes de 1518

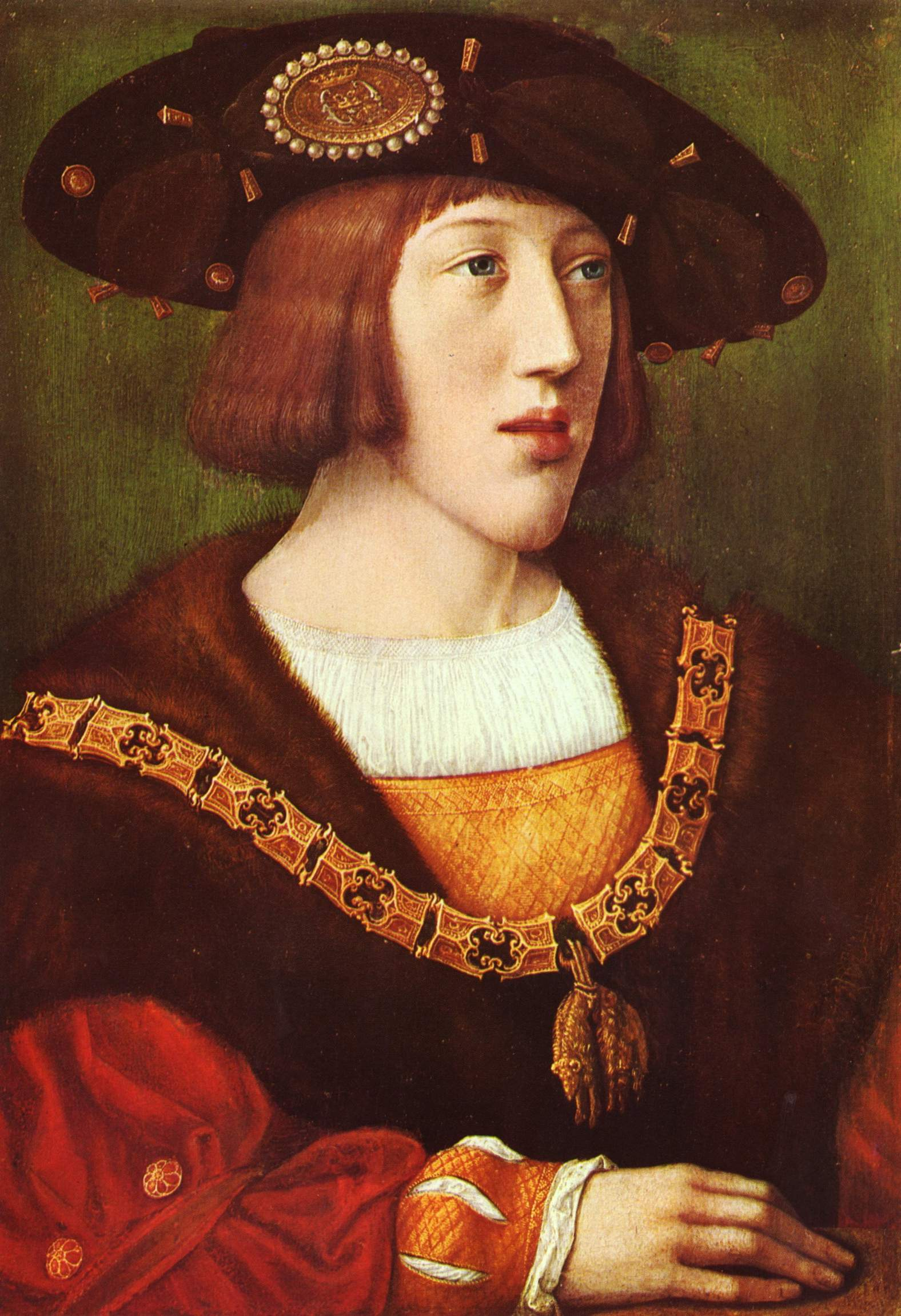
Carlos I en 1516, retratado por Bernard van Orley

La situación que llevó en 1520 a la guerra de las Comunidades se había ido gestando en los años previos a su estallido. El siglo XV, en su segunda mitad, había supuesto una etapa de profundos cambios políticos, sociales y económicos. El equilibrio alcanzado con el reinado de los Reyes Católicos se rompe al llegar el siglo XVI.  Este comenzó con una serie de malas cosechas y epidemias, que junto a la presión fiscal provocó el descontento entre la población, colocándose la situación al borde de la revuelta. La zona que más sufre en este contexto es la zona central, en contrapeso con la periférica, que apaciguaba sus males con los beneficios del comercio. Burgos y Andalucía representaban esa zona periférica y comercial respecto a la Meseta Central, con Valladolid y Toledo a la cabeza.
No solo las malas cosechas provocaron el descontento, sino que a este se unieron las protestas de los comerciantes del interior ante el monopolio ejercido por los mercaderes burgaleses en el comercio de la lana. Esta situación caldeó el ambiente en los núcleos gremiales de ciudades como Segovia y Cuenca. Ante esta situación, todas las partes implicadas se volvieron hacia el Estado para que ejerciera el papel de árbitro, pero también este se encontraba sumido en una grave crisis, que se hizo cada vez más grande con los sucesivos gobiernos de Felipe el Hermoso, Cisneros y Fernando el Católico. La teórica heredera, Juana, se encontraba en estado de incapacidad, por lo que la línea dinástica llevó hasta Carlos de Habsburgo, hijo de Juana, y que nunca antes había pisado Castilla. Educado en Flandes, no conocía el castellano e ignoraba la situación de sus posesiones hispanas, por lo que la población acogió con escepticismo la llegada del nuevo rey, pero a la vez con ansia de estabilidad y continuidad, cosa de la que Castilla no disfrutaba desde la muerte de Isabel la Católica en 1504. Tras la llegada del nuevo rey a finales de 1517, su corte flamenca comenzó a ocupar los puestos de poder castellanos. El nombramiento más escandaloso fue el de Guillermo de Croy, un joven de tan solo veinte años, como arzobispo de Toledo sucediendo al Cardenal Cisneros.  Seis meses más tarde, en las Cortes de Valladolid, el descontento ya estaba presente en todos los sectores, llegando incluso algunos frailes a predicar denunciando abiertamente a la Corte, a los flamencos y la pasividad de la nobleza. En estas circunstancias, en 1519 se abrió el proceso de elección para el cargo de emperador del Sacro Imperio Romano Germánico, que finalmente y por unanimidad recayó en favor de Carlos I, nieto del difunto Maximiliano. Este nombramiento fue aceptado por el monarca castellano, que decidió partir rumbo a Alemania para tomar posesión como emperador. El concejo de Toledo se situó al frente de las ciudades que protestaban contra la elección imperial, cuestionando el papel que Castilla debería desempeñar en este nuevo marco político y los gastos que acarrearía a corto plazo, dada la posibilidad de que la Corona se convirtiera en una mera dependencia imperial.
El 12 de febrero de 1520 Carlos I decidió convocar las Cortes en Santiago de Compostela con el objetivo de obtener un nuevo servicio que le permitiese sufragar los gastos de su viaje a Alemania. A pesar de las presiones de los corregidores y de la Corte real, la mayoría de las ciudades se atuvieron al programa reivindicativo de los frailes de Salamanca, que defendía la independencia nacional en contra del Imperio, y decidieron enviar a sus procuradores con poderes para no votar el servicio. Ante esta corriente de hostilidad, el rey decidió suspender las Cortes el 4 de abril y convocarlas de nuevo el 22 de abril, pero en La Coruña. Allí obtuvo el impuesto extraordinario y el 20 de mayo se embarcó con rumbo al Sacro Imperio, dejando como regente de las posesiones hispánicas al flamenco Adriano de Utrecht.

## Estallido de la revuelta

### Rebeldía de Toledo

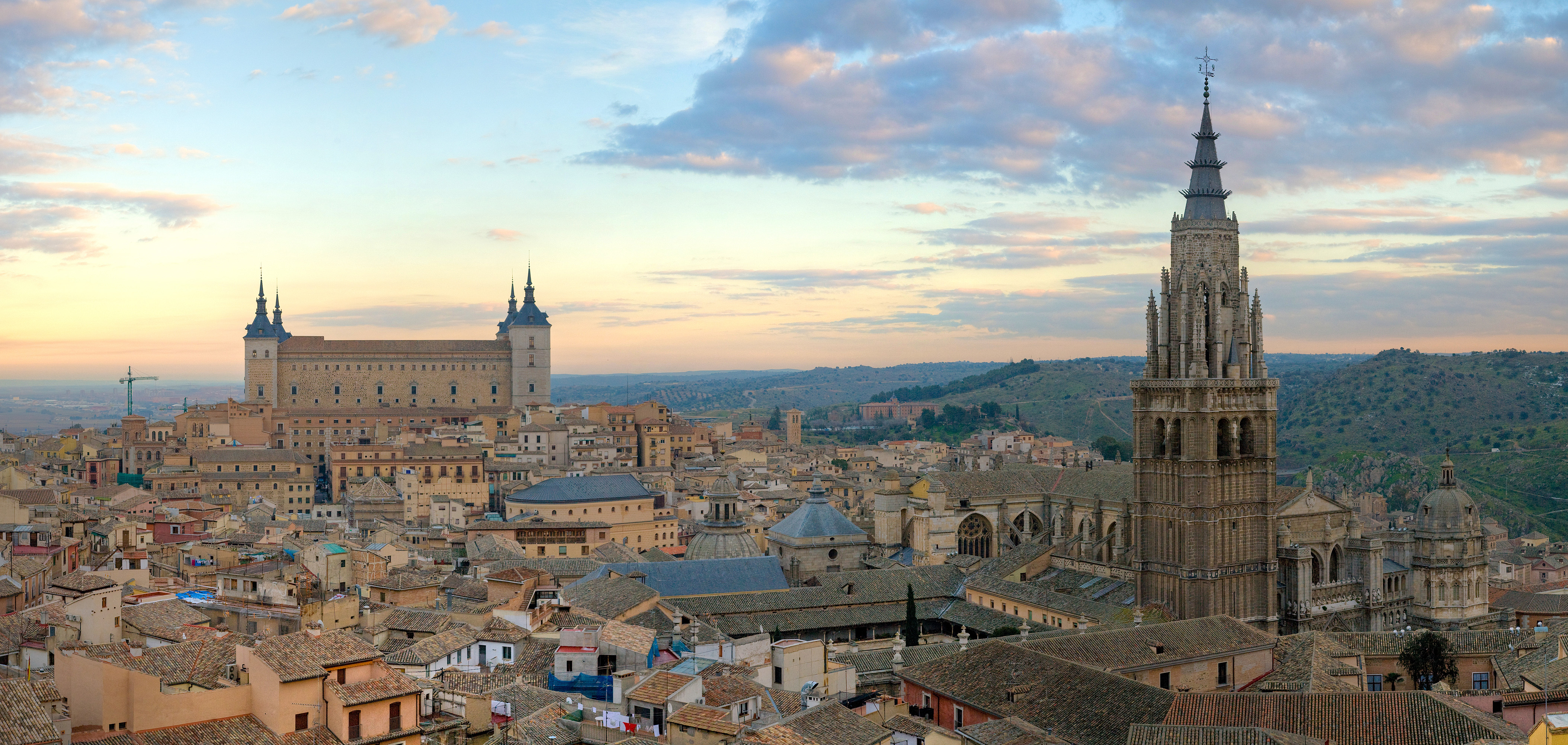
Toledo, cuna de la primera Comunidad

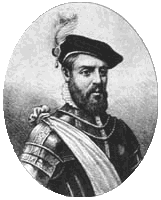
Juan de Padilla, líder de la Comunidad elegida por Toledo

Ya desde abril de 1520, Toledo se negaba a acatar el poder real, estallando la situación de forma definitiva cuando el rey convocó a los regidores de la ciudad para que se presentaran en Santiago de Compostela. La orden llegó a Toledo el 15 de abril, y un día después, cuando los regidores con Juan de Padilla a la cabeza se disponían a partir, una gran multitud se opuso a su partida y se apoderó del gobierno local. Comenzó entonces a denominarse a la insurrección como Comunidad y los predicadores arengaban a los toledanos a unirse contra el poder flamenco. De esta forma, los toledanos comenzaron a ocupar todos los poderes locales, expulsando al corregidor del Alcázar el 31 de mayo. Tras la marcha del monarca hacia Alemania, los disturbios se multiplicaron por las ciudades de la Meseta, especialmente tras la llegada de los procuradores que votaron afirmativamente al servicio que reclamaba el rey. Los primeros incidentes y los más violentos se produjeron en Segovia, donde el 29 y el 30 de mayo los segovianos ajusticiaron a dos funcionarios y al procurador Rodrigo de Tordesillas que concedió el servicio en nombre de la ciudad. Destacaron también por incidentes de similar magnitud ciudades como Burgos y Guadalajara, mientras que otras como León, Zamora y Ávila sufrieron altercados menores. Por el contrario, no se registraron incidentes en Valladolid, principalmente por la presencia en la ciudad del cardenal Adriano y del Consejo Real.

#### Propuestas al resto de ciudades
Ante el descontento generalizado, el 8 de junio Toledo propuso a las ciudades con voz y voto en Cortes la celebración de una reunión urgente con cinco objetivos:
1. Anular el servicio votado en La Coruña.
2. Volver al sistema de los encabezamientos para cobrar los impuestos.
3. Reservar los cargos públicos y los beneficios eclesiásticos a los castellanos.
4. Prohibir la salida de dinero del reino.
5. Designar a un castellano para dirigir el reino en ausencia del rey.

#### Reacciones a las propuestas

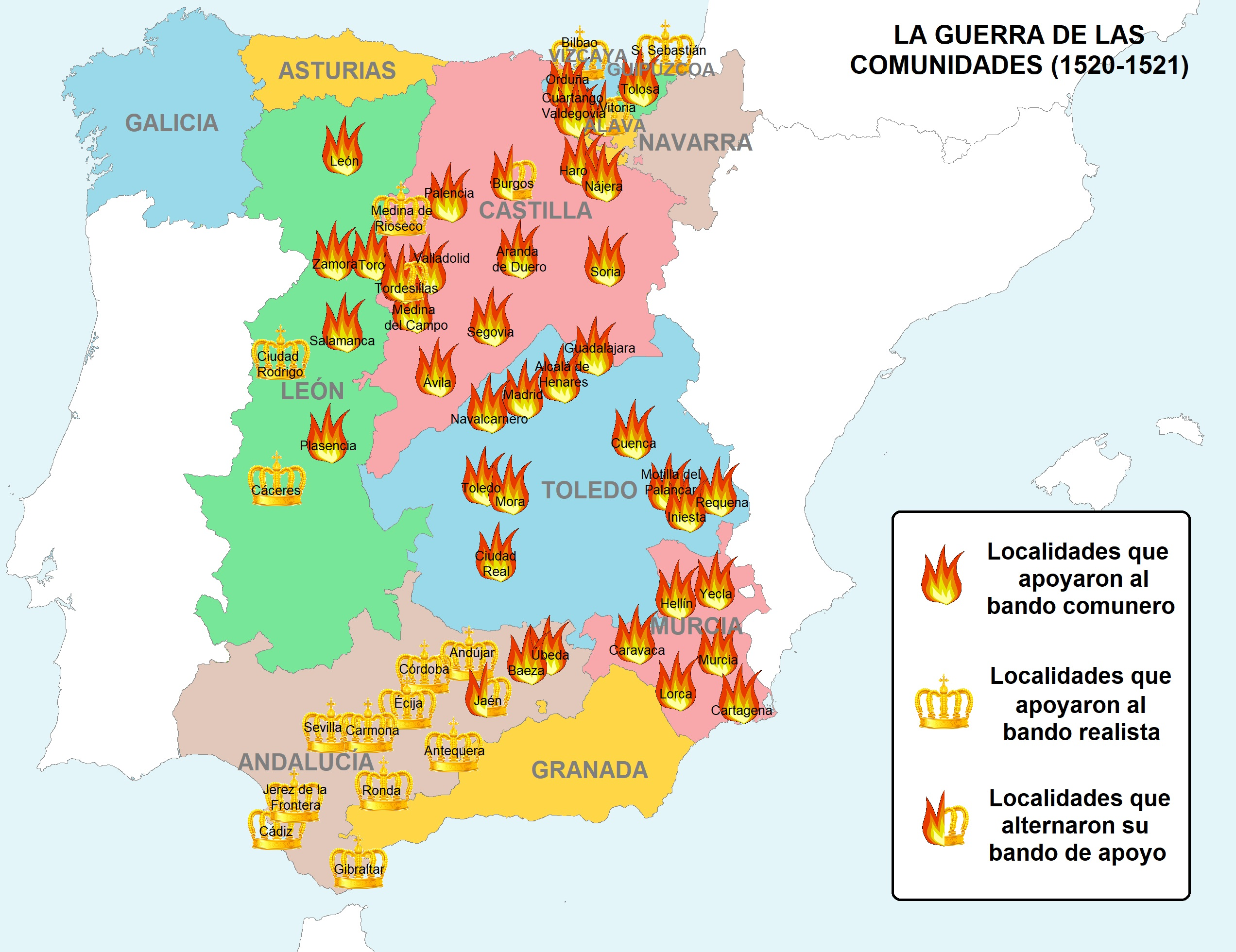
Mapa que recoge las localidades de la Corona de Castilla que tomaron parte en la Guerra de las Comunidades, ya fuera en el bando comunero o en el realista.

Estas reivindicaciones calaron en la sociedad castellana, especialmente las dos primeras, que se unían a las denuncias por la manera en que el rey había obtenido el trono del Imperio, mediante sobornos a los príncipes electores. Ante esta situación, el reino comenzó a alimentar la idea de sustituir la figura del rey, tomando la iniciativa Toledo, que defendía metas mayores, como convertir a las ciudades castellanas en ciudades libres, similar a lo que ya ocurría con Génova y otros territorios italianos. Por el reino ya circulaba la idea de destronar a Carlos I y el acudir a Tordesillas para devolver a la reina Juana todos sus privilegios e importancia. Con estas ideas, la situación pasaba de ser una protesta contra la presión fiscal a tomar el perfil de una auténtica revolución, teniendo Castilla perfecto conocimiento de la situación y acogiendo con bastantes reservas las propuestas que realizó Toledo.
Así pues, los comuneros se hicieron fuertes en el centro de la Meseta, y en otros núcleos más alejados, como Murcia. Sin embargo, no hubo intentos de rebelión en otros lugares, como Galicia o el País Vasco. Los rebeldes buscaron expandir las ideas revolucionarias al resto del reino, pero su radio de acción se debilitaba a medida que se alejaba de las dos Castillas. Así, hubo intentos de llevar la revuelta a Andalucía y el País Vasco, pero no fructificaron. Los máximos logros conseguidos por los rebeldes fueron la instauración de una Comunidad en Plasencia, pero esta se veía mermada por la cercanía de núcleos realistas cercanos, como Ciudad Rodrigo o Cáceres; en Jaén, Úbeda y Baeza, únicas presentes en Andalucía, pero que con el tiempo pasaron al bando realista; y Murcia, que se encontraba bajo constante amenaza por parte de las ciudades realistas e influida por las Germanías presentes en el vecino reino de Valencia.

## Expansión de la rebelión

### La Junta de Ávila

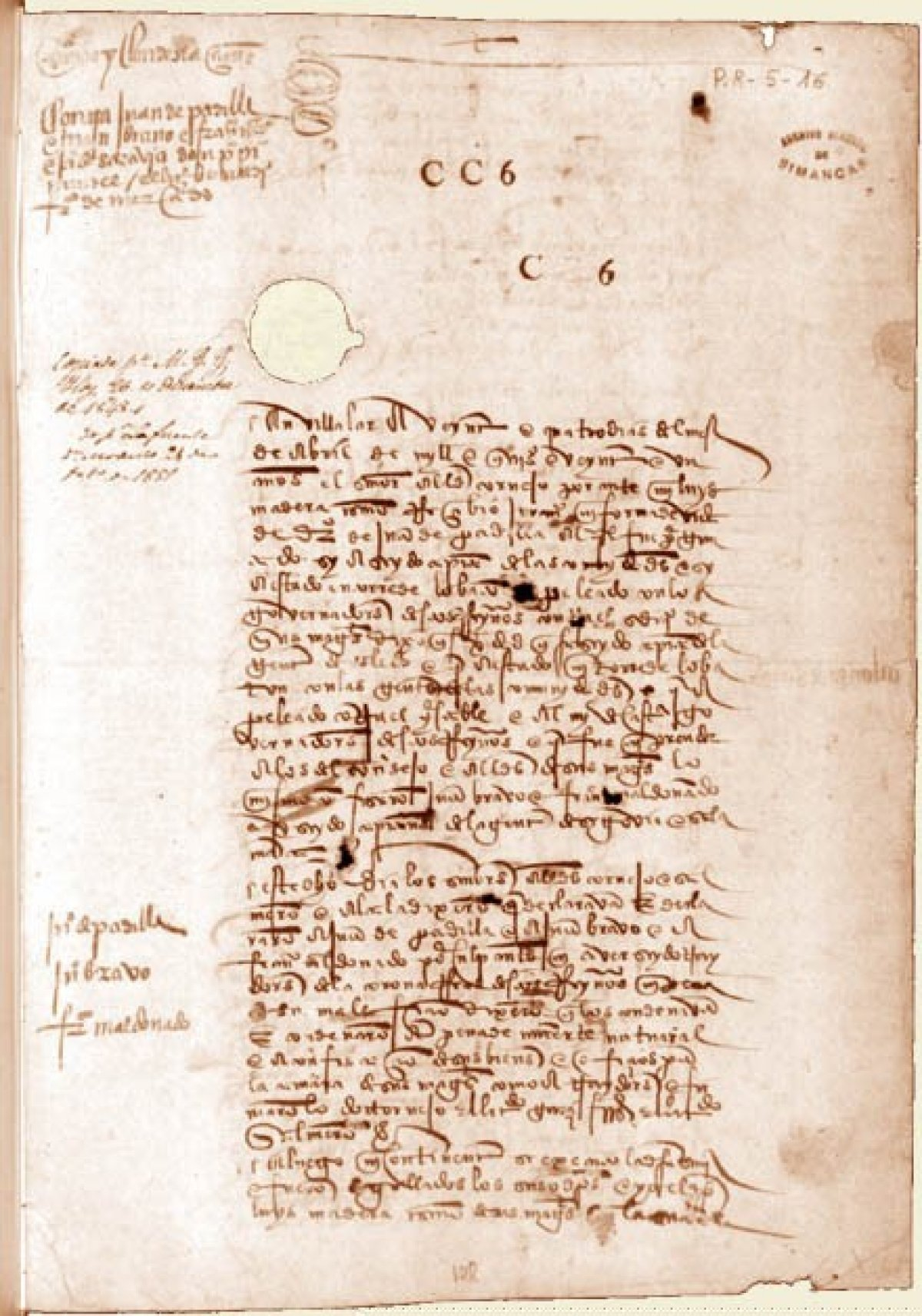
Página de la Ley Perpetua del Reino de Castilla o Constitución de Ávila.

La Junta que reclamaba Toledo con las ciudades con derecho a voto terminó reuniéndose en el mes de agosto, en Ávila, como Cortes y Junta General del Reino, pero solamente con cuatro ciudades presentes: Toledo, Segovia, Salamanca y Toro. Fue redactada la conocida como Ley Perpetua, primer proyecto de constitución política en la historia de España, que nunca llegó a ser firmada por la reina Juana.

### Asedio de Segovia

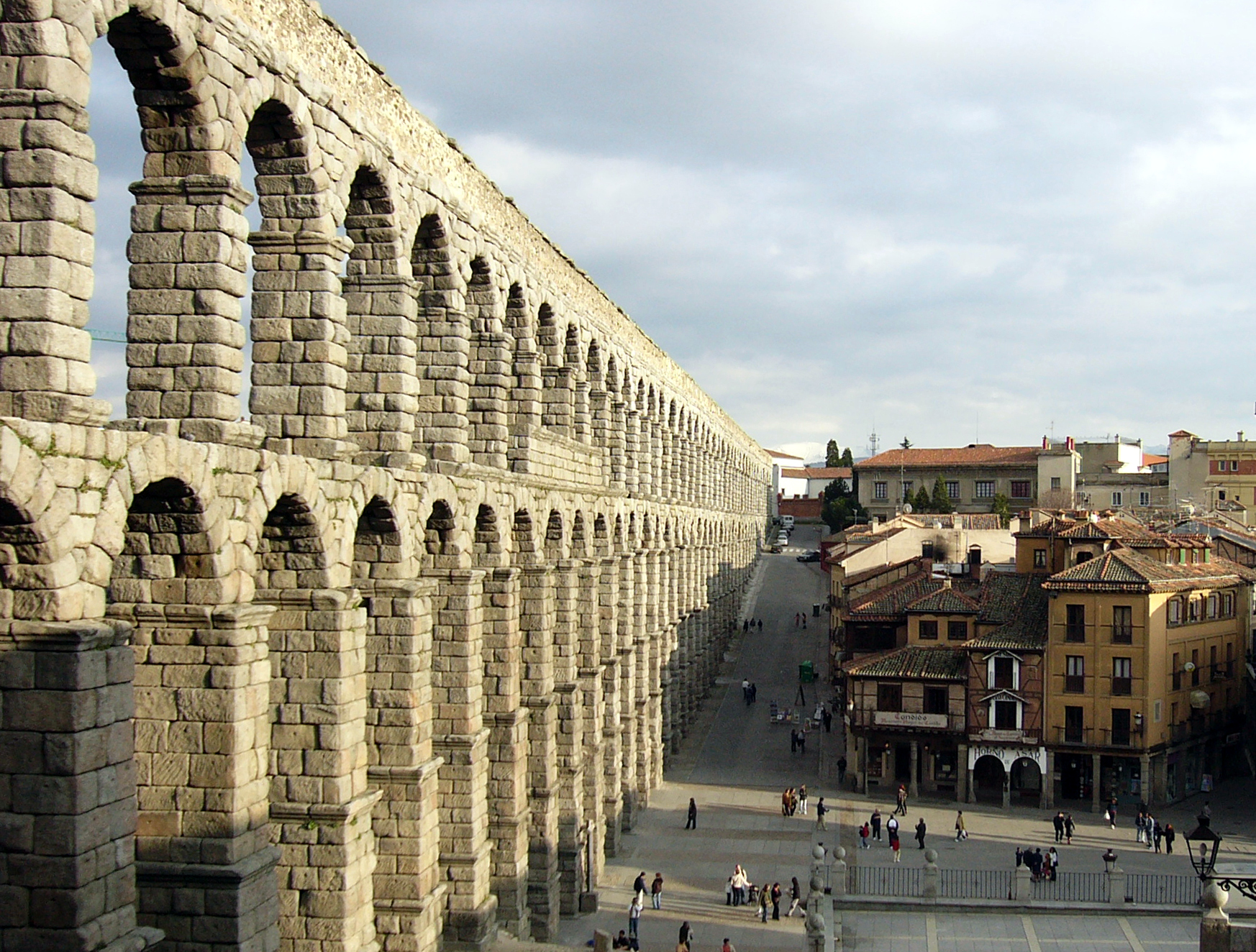
Segovia, ciudad donde se libró el primer gran enfrentamiento entre comuneros y realistas

Tras este decepcionante resultado, la situación dio un vuelco cuando el 10 de junio el alcalde Rodrigo Ronquillo recibió la orden de investigar el reciente asesinato del procurador segoviano, pero en vez de eso, se dedicó a amenazar a los segovianos y a tratar de aislar a la ciudad impidiendo su aprovisionamiento. Ante esta situación, la población cerró filas en torno a la Comunidad y a su cabeza, Juan Bravo. La resistencia segoviana provocó que Ronquillo decidiera enviar al mayor número posible de soldados a pie y a caballo. Segovia entonces se echó en brazos de las ciudades castellanas, reclamando que acudieran en su auxilio. Atendieron su petición las ciudades de Toledo y Madrid, con el envío de milicias capitaneadas por Juan de Padilla y Juan de Zapata, sellándose la primera gran confrontación entre las fuerzas partidarias del rey y las rebeldes.

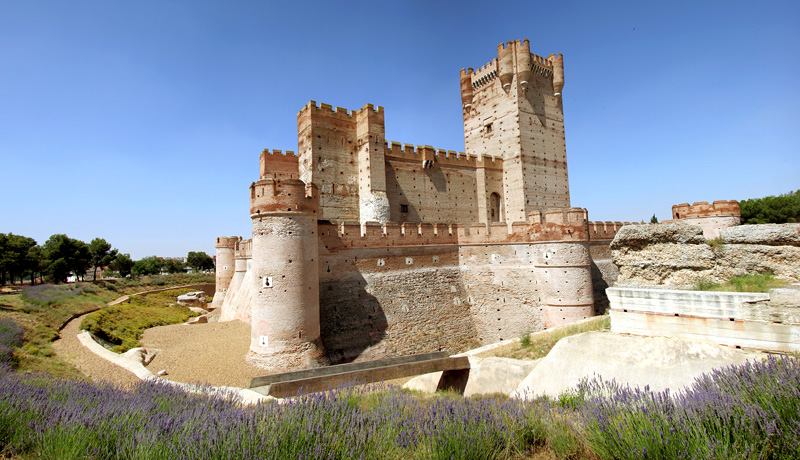
Castillo de la Mota de Medina del Campo

### Incendio de Medina del Campo
Ante esta situación, Adriano de Utrecht se planteó la posibilidad de utilizar la artillería real localizada en Medina del Campo, haciéndola definitiva al recibir la información de la aproximación de la milicia de Padilla a Segovia. Adriano ordenó entonces a Antonio de Fonseca apoderarse de la artillería, presentándose este el 21 de agosto en Medina para acometer lo ordenado, pero al tratar de realizarlo, se encontró con una fuerte resistencia de la población, que interpretaba que la artillería iba a utilizarse contra Segovia. Como medida de distracción, Antonio de Fonseca ordenó provocar un pequeño incendio para intentar dispersar a los medinenses, pero no surtió efecto y finalmente hubo de retirarse junto a sus tropas. El incendio de Medina del Campo provocó la destrucción de una parte importante de la villa y el levantamiento de toda Castilla, especialmente de ciudades que hasta ahora se habían mantenido al margen, como Valladolid. El establecimiento de la Comunidad en Valladolid provocó que el núcleo más importante de la meseta se declarara en rebeldía, trastocando la situación y provocando que el Cardenal Adriano tratara de tomar el control de la situación por todos los medios. El nuevo panorama produjo nuevas adhesiones a la Junta de Ávila, en medio de una situación de indignación y descrédito hacia el Consejo Real.

### La Junta de Tordesillas

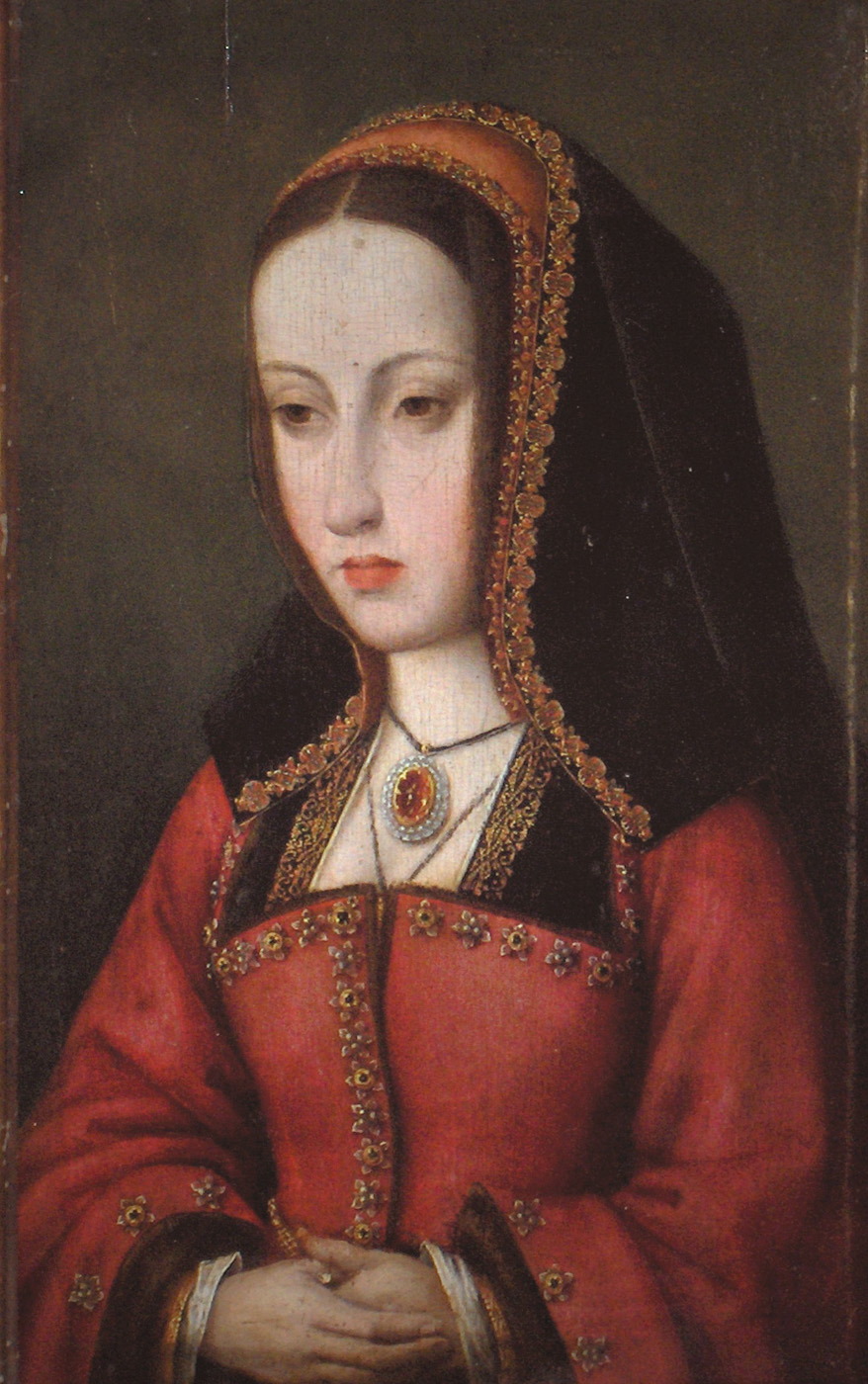
Juana I de Castilla, teórica reina de Castilla pero desplazada por su hijo Carlos

Así pues, el ejército comunero integrado por las milicias de Toledo, Madrid y Segovia, en su ruta hacia Tordesillas, se encontraba en los alrededores de Martín Muñoz de las Posadas el día en que Fonseca incendiaba Medina, llegando a la villa de las ferias el 24 de agosto, para tomar posesión de la artillería que días atrás había sido negada a las tropas de Fonseca. El 29 de agosto el ejército arribó finalmente a Tordesillas, entrevistándose con la reina Juana e informándola de la situación del reino junto a los propósitos de la Junta de Ávila, y declarando la reina que la Junta se situara a su servicio. De esta forma, la Junta se trasladó de Ávila a Tordesillas y se invitó a las ciudades que todavía no habían enviado a sus procuradores a hacerlo, estando a finales de septiembre un total de catorce ciudades representadas en la Junta de Tordesillas: Burgos, Soria, Segovia, Ávila, Valladolid, León, Salamanca, Zamora, Toro, Toledo, Cuenca, Guadalajara, Murcia y Madrid. Solamente no acudieron las cuatro ciudades andaluzas: Sevilla, Granada, Córdoba y Jaén.
Se delimitó entonces el área del movimiento comunero, en torno a la Meseta Central, y ya que la mayor parte del reino estaba representado en Tordesillas, la Junta pasó a denominarse como Cortes y Junta general del reino.

#### Entrevista con la reina Juana
A fecha de 24 de septiembre, los procuradores se entrevistaron con la reina y expusieron los fines de la Junta: proclamar la soberanía de la reina Juana y devolver la estabilidad perdida al reino. El día siguiente, 25 de septiembre, la Junta realizó una declaración comprometiéndose a utilizar las armas si esto fuera necesario y a auxiliar a cualquier ciudad que estuviera amenazada. El 26 de septiembre la Junta de Tordesillas decidió asumir ella misma la tarea de gobierno, desacreditando al Consejo Real y prendiendo, el 30 de septiembre, a sus últimos miembros que quedaban en Valladolid, dirigidos por Pedro Girón. En ese momento culminó el proceso y se instauró el Gobierno revolucionario, ya que la Junta tenía vía libre por la inoperancia del Consejo Real.

## Reacciones populares y gubernamentales

### Revueltas en señoríos
La expansión de la rebelión comunera provocó la acusación de complicidad con los abusos reales extendida a todo el funcionariado castellano. La protesta comunera había nacido como queja ante excesos cometidos por la alta administración, pero pronto surgieron nuevas reivindicaciones ante otro tipo de perjuicios. Así ocurrió en Dueñas, cuando en la noche del 1 de septiembre de 1520 se sublevaron contra su señor los vasallos del conde de Buendía. A este levantamiento le siguieron otros de similar carácter antiseñorial. La Santa Junta se vio entonces obligada a tomar una posición: defender a los sublevados o a sus señores. En vista de que muchos de estos reclutaban hombres por su cuenta para garantizar su seguridad y tomar la justicia por su mano, la Junta decide apoyar dichas revueltas. La dinámica del levantamiento entró entonces en una nueva dimensión que podría comprometer la situación del régimen señorial en su conjunto, lo que provocó el alejamiento de la causa comunera de aristócratas y señores.

### Respuesta de Carlos I

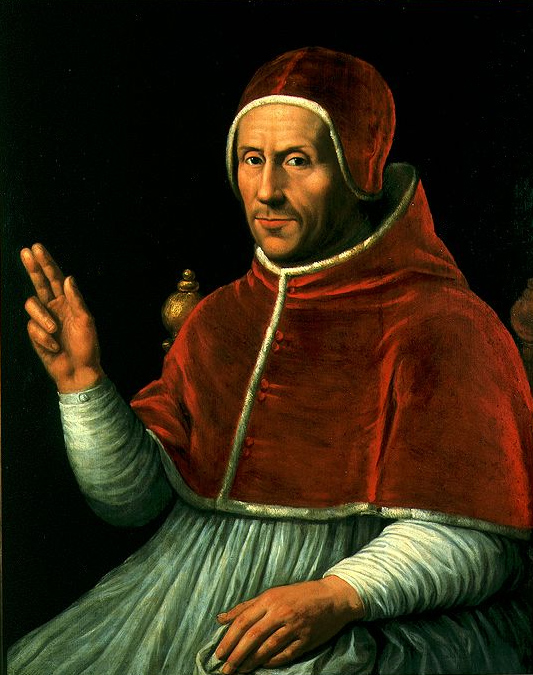
Adriano de Utrecht, futuro Adriano VI, regente en ausencia del rey y emprendedor de la política de acercamiento hacia la nobleza

Ante la nueva situación, Carlos I, mediante el Cardenal Adriano, decidió emprender nuevas iniciativas políticas, como la de anular el servicio concedido en las Cortes de La Coruña-Santiago y nombrar dos nuevos gobernadores: el condestable de Castilla, Íñigo de Velasco, y el almirante de Castilla, Fadrique Enríquez. Además, Adriano consiguió acercar posturas con los nobles, a fin de convencerlos de que sus intereses y los del rey eran los mismos. Así pues, el Consejo Real se estableció en el feudo del Almirante, Medina de Rioseco, lo que permitió al consejo acercarse hacia las ciudades escépticas para tratar de acercarlas al bando realista, además de representar una amenaza hacia las ciudades sublevadas, ya que el ejército del Consejo Real estaba en formación.

## Crisis en ambos bandos
Las primeras derrotas políticas de los comuneros llegaron en octubre de 1520, al conseguir instalarse los miembros del Consejo Real con total facilidad en Medina de Rioseco, con la capacidad de actuación bajo la protección del almirante de Castilla, Fadrique Enríquez de Velasco, señor de la villa. De igual manera, las esperanzas que se habían depositado sobre la reina Juana no fructificaron, ya que esta se negaba a sellar algún compromiso o a plasmar su firma a modo de regente.
A su vez, comenzaban a oírse voces discordantes dentro del propio bando, especialmente la de Burgos, que insistía en dar marcha atrás. La postura de esta ciudad pronto llegó a oídos del condestable de Castilla, que bajo órdenes del rey procedió a entrar en la ciudad el 1 de noviembre, concediendo todo lo que se le reclamaba para desligar a Burgos de la Junta.
Tras este suceso, el Consejo Real esperaba que otras ciudades imitaran a Burgos y abandonaran el bando comunero. El esperado cambio de bando estuvo a punto de producirse en Valladolid, pero los partidarios del rey fueron finalmente apartados de la vida política de la ciudad y esta se mantuvo en rebeldía por la decidida actuación de sus procuradores Alonso de Vera y Alonso de Saravia.
En noviembre de 1520, el almirante de Castilla comenzó una campaña para intentar convencer a los comuneros de su derrota y que no había más remedio que entregar las armas y evitar una represión armada. Bajo esta actitud, se escondía una gran carencia de fondos en el bando real, que terminó subsanándose con la ayuda financiera venida desde Portugal y el retorno de la confianza perdida por parte de los banqueros castellanos, que vieron buenos indicios en el cambio de bando de Burgos.

### Soluciones a la crisis
Durante octubre y noviembre de 1520, ambos bandos se dedicaron activamente a recaudar fondos, reclutar soldados y organizar a sus tropas. El poder real superó la rebelión gracias al apoyo de la nobleza, de los grandes comerciantes castellanos, en un plano en el que la situación comenzaba a adquirir tintes militares. Los comuneros organizaban sus milicias en las principales urbes con el objetivo de asegurar el éxito de la rebelión en la ciudad y sus alrededores, sufragando los gastos con el dinero recaudado en impuestos y en imposiciones.

## La batalla de Tordesillas

### Preludio

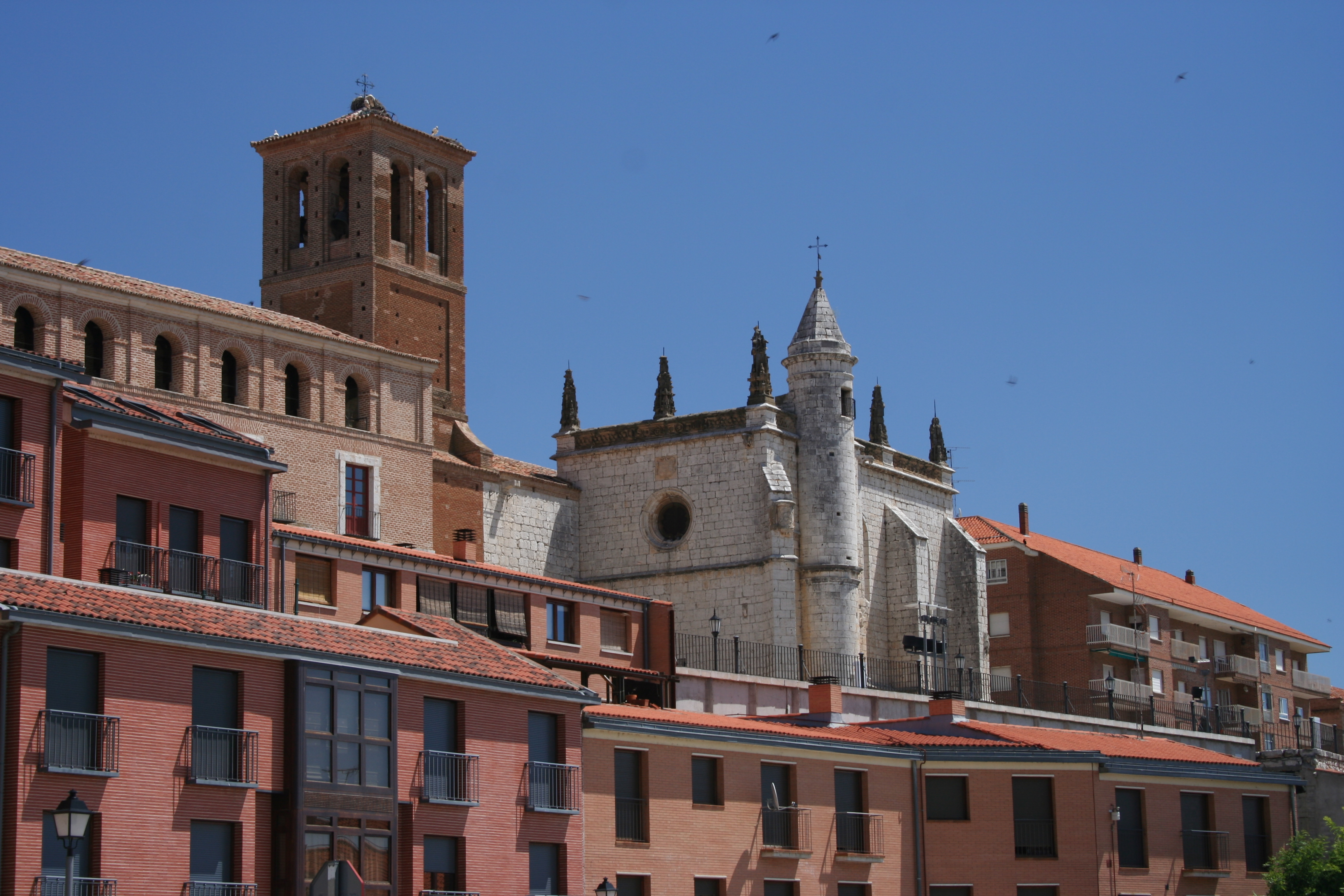
Vista de Tordesillas, villa en disputa entre comuneros y realistas por el control de la reina

Poco a poco, Toledo fue perdiendo influencia dentro de la Junta, y con la ciudad, también perdía influencia su líder, Juan de Padilla, aunque no así popularidad y prestigio entre los comuneros. Con la pérdida de influencia de Toledo y de sus líderes, surgieron dos nuevas figuras dentro de la Comunidad, Pedro Girón y Antonio de Acuña, que aspiraban a pasar al primer plano. El primero era uno de los pocos nobles leales comuneros, al parecer porque el rey se negó a entregarle el ducado de Medina Sidonia. El segundo era obispo de Zamora, jefe de la Comunidad zamorana y cabecilla de una milicia formada enteramente por sacerdotes.
Mientras tanto, en el bando realista, los señores no sabían qué táctica seguir, si luchar directamente, como defendía el condestable de Castilla, o agotar las vías de negociación, como proponía el almirante de Castilla. Todo intento de negociación entre los comuneros y los virreyes fracasó, debido a que ambos bandos contaban ya con un ejército y ansiaban vencer al enemigo.
Así pues, a finales de noviembre de 1520, ambos ejércitos tomaban posiciones entre Medina de Rioseco y Tordesillas, haciendo inevitable el enfrentamiento.

### Desarrollo
Con Pedro Girón a la cabeza, las tropas comuneras, siguiendo órdenes de la Junta, habían avanzado hacia Medina de Rioseco, estableciendo su cuartel general en la localidad de Villabrágima, a tan solo una legua del ejército real. Estos, mientras tanto, se limitaron a ocupar pueblos para evitar el avance y cortar las líneas de comunicación.
La situación se mantuvo hasta el 2 de diciembre, cuando el ejército rebelde comenzó a abandonar sus posiciones en Villabrágima, tomando dirección hacia Villalpando, localidad del condestable que se rindió al día siguiente sin oponer resistencia. Con este movimiento, la ruta hacia Tordesillas quedaba desprotegida. El ejército real lo aprovechó, poniéndose en marcha el 4 de diciembre y ocupando la villa tordesillana al día siguiente, tras haber derrotado a la guarnición defensiva comunera, que se vio desbordada.

### Consecuencias
La toma de Tordesillas supuso una seria derrota para los comuneros, que perdían a la reina Juana, y con ella, sus esperanzas de que esta atendiera sus pretensiones. Además, muchos de los procuradores habían sido apresados, y los que no, habían huido.
Por todo esto, los ánimos entre los rebeldes se vieron muy afectados, además de producirse airadas críticas hacia Pedro Girón por el movimiento de las tropas que le obligaron a dimitir de su puesto y apartarse del conflicto.

## Reorganización comunera
Tras la derrota de Tordesillas, los comuneros comenzaron a reagruparse en Valladolid, donde se estableció la Junta, pasando la ciudad del Pisuerga a ser la tercera capital del movimiento, tras Ávila y Tordesillas.
Así pues, el 15 de diciembre, la Junta ya se encontraba de nuevo activa en Valladolid, con doce de los catorce procuradores originales. Solamente faltaron los de Soria y Guadalajara. La situación del ejército era similar, con un gran número de deserciones en las tropas emplazadas en Valladolid y Villalpando, lo que obligó a intensificar el reclutamiento en las ciudades rebeldes, especialmente en Toledo, Salamanca y la propia Valladolid. Con estos nuevos reclutamientos, el aparato militar rebelde estaba reconstruido, y la moral reforzada, gracias a la presencia de Padilla en Valladolid. Con la llegada de 1521, los comuneros parecían ya dispuestos a una guerra total, pese a las voces discordantes dentro del propio movimiento. Por un lado había quienes proponían buscar una solución pacífica, y por otro quienes eran partidarios de continuar la lucha armada; a su vez divididos entre seguir dos tácticas: ocupar Simancas y Torrelobatón (propuesta menos ambiciosa y defendida por Pedro Laso de la Vega); o poner cerco a Burgos (grupo encabezado por Padilla). La Junta decidió seguir ambas iniciativas, tanto la pacifista como la belicista, y terminó fracasando en ambas.

### Iniciativas militares

#### Hostigamiento a Tierra de Campos

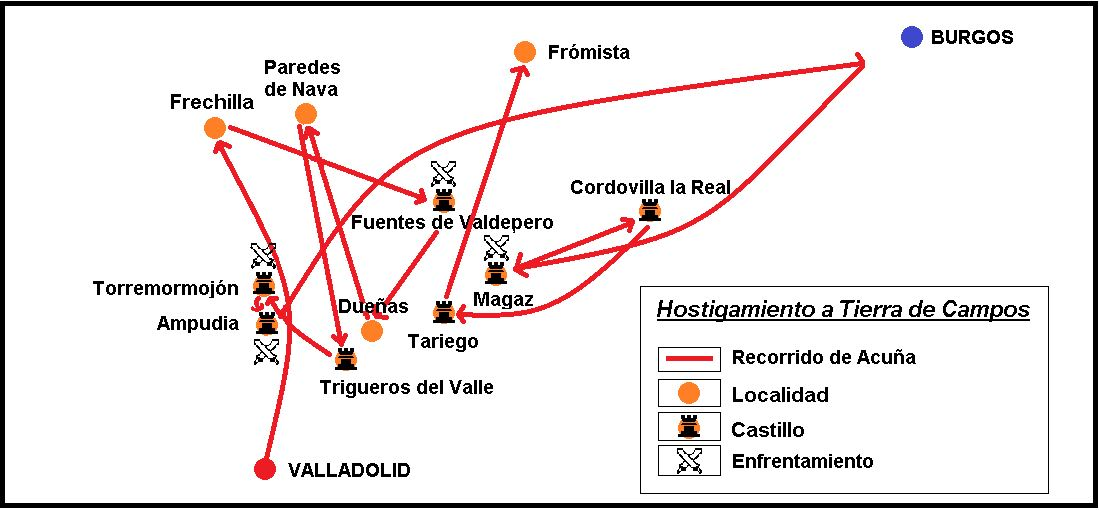
Mapa de los movimientos de Antonio de Acuña por Tierra de Campos, a comienzos de 1521

En el plano bélico, el ejército rebelde comenzó a desarrollar una serie de operaciones dirigidas por Antonio de Acuña, obispo de Zamora. Este había recibido órdenes de la Junta el día 23 de diciembre de intentar despertar la rebelión en la zona de Palencia. Su tarea consistía básicamente en expulsar a los realistas, recaudar impuestos en nombre de la Junta y nombrar una administración afín a la causa comunera. Realizó una serie de incursiones en la zona de Dueñas, recaudando más de 4000 ducados y exaltando a la población. Retornó a Valladolid a comienzos de 1521 para regresar a Dueñas el 10 de enero, dando comienzo a una gran ofensiva contra los señoríos de Tierra de Campos, dejando las posesiones de los señores totalmente devastadas.

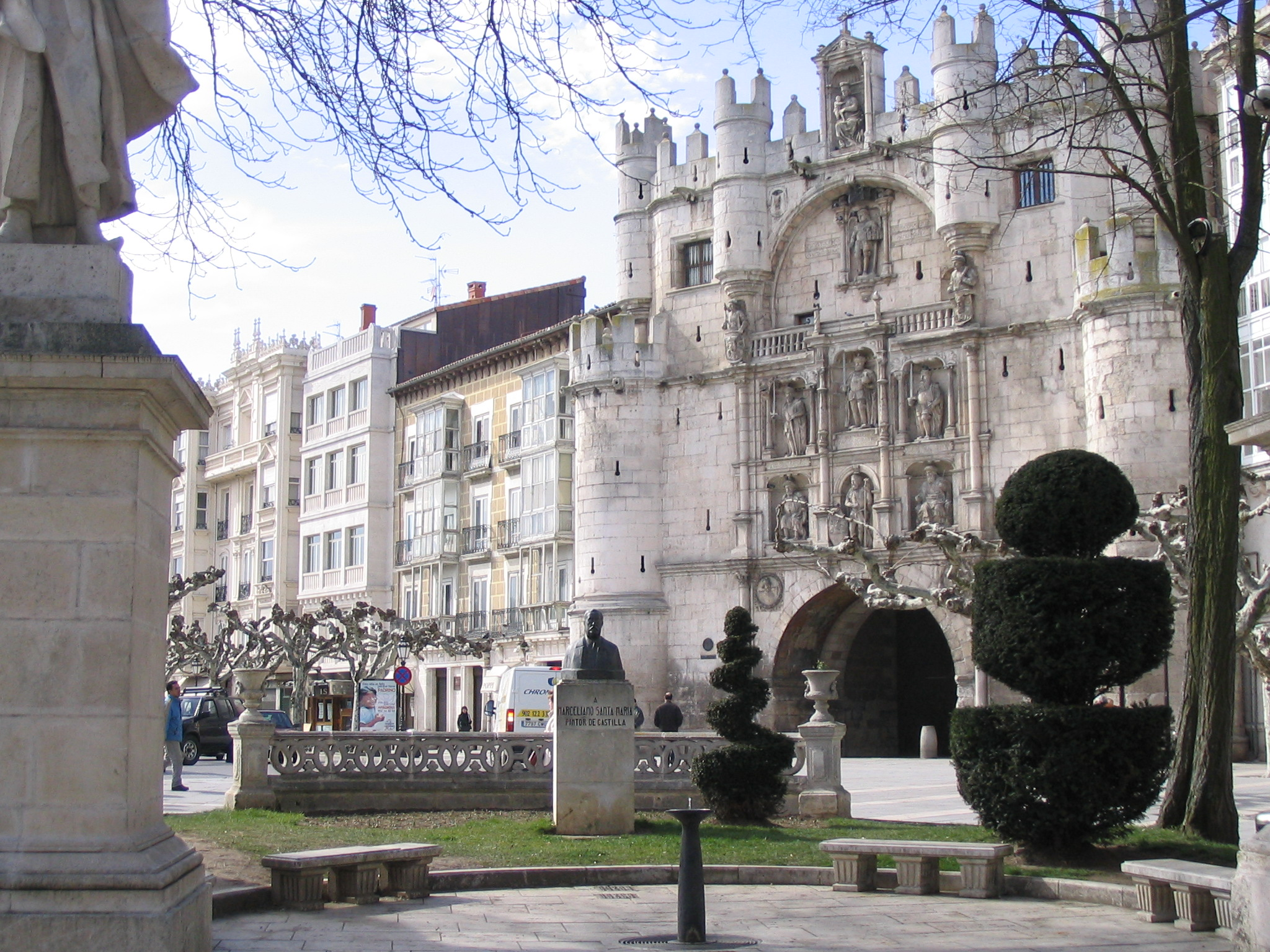
Arco de Santa María, en Burgos, ciudad fiel al rey en Castilla

#### Hostigamiento a Burgos
A mediados de enero, Pedro López de Ayala, conde de Salvatierra, adherido al movimiento comunero, había organizado un ejército de unos dos mil hombres y se dirigía hacia Medina de Pomar y Frías, buscando el levantamiento de las Merindades, tierra del condestable de Castilla.
Mientras tanto, Burgos, que llevaba ya dos meses fiel al bando real, aguardaba el cumplimiento de las promesas realizadas por el cardenal Adriano, lo que había provocado el descontento y la incertidumbre en la ciudad. Ayala y Acuña, conscientes de esta situación, decidieron cercar Burgos, el primero por el norte y el segundo por el sur, buscando el levantamiento de los comuneros burgaleses.

## Reacción realista

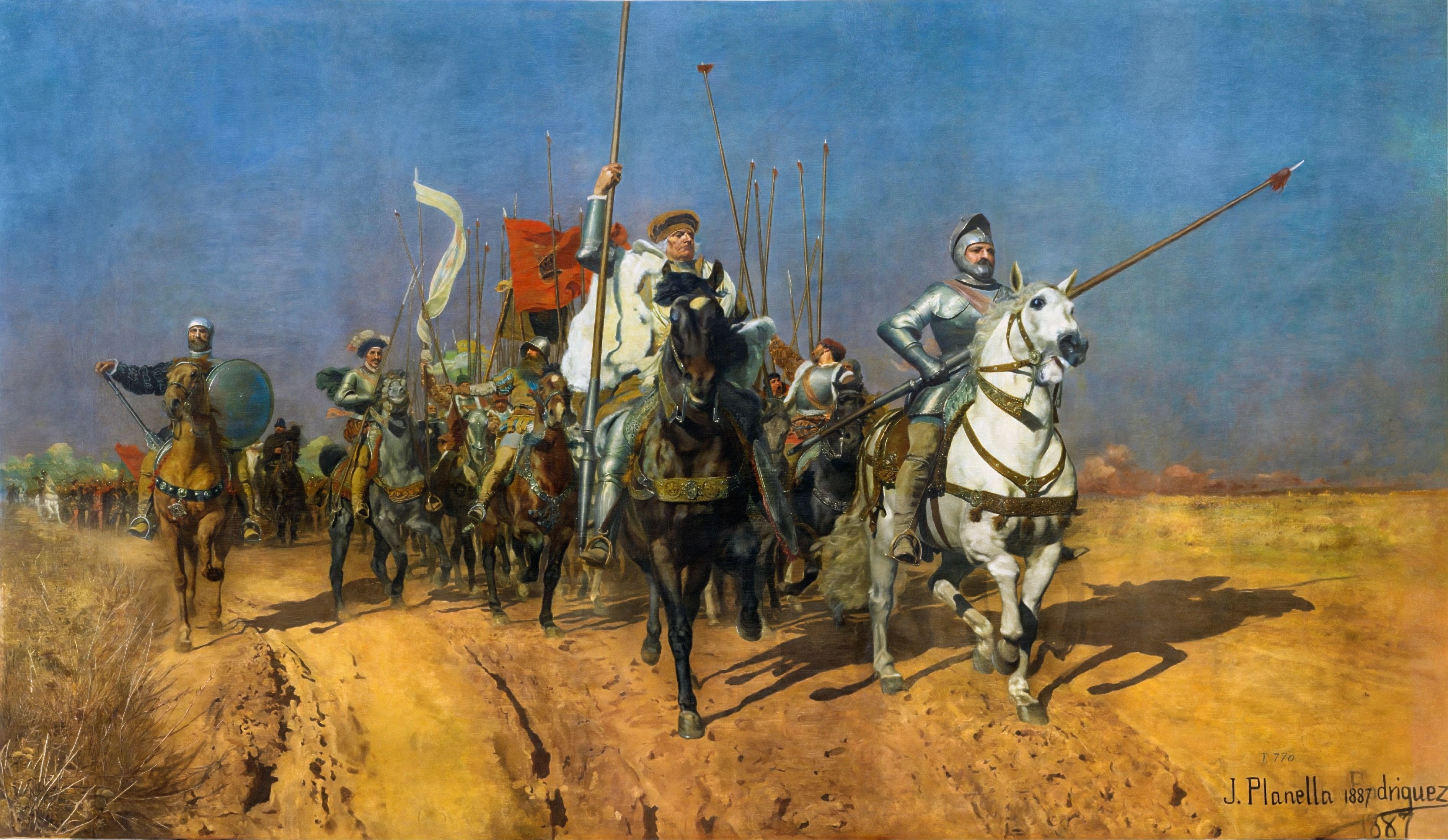
Pintura de Joan Planella que representa al obispo Antonio de Acuña con Juan de Padilla a su salida de Valladolid

Por parte del rey, Carlos I firmó el 17 de diciembre de 1520 el Edicto de Worms (no se confunda con el Edicto de Worms de 25 de mayo de 1521, contra Lutero), donde condenaba a 249 comuneros destacados: a muerte, si eran seglares; y a otras penas, si eran clérigos. De igual modo, declaraba también traidores, desleales, rebeldes e infieles a cuantos apoyaran a las Comunidades. Dicho Edicto, fue leído públicamente en Burgos el 16 de febrero de 1521.
Desde el Consejo Real, se ordenó la ocupación del castillo de Ampudia, lo que provocó un gran desorden en el dispositivo organizado por los rebeldes. Ante dicha ocupación, la Junta envió a Padilla al encuentro de Acuña, uniéndose ambos en Trigueros del Valle y formando un ejército de aproximadamente 4000 hombres. Las tropas comuneras ocuparon Torremormojón, desplazando a los realistas, para centrarse en Ampudia, la cual se rindió el 16 de enero previo pago de tributo.

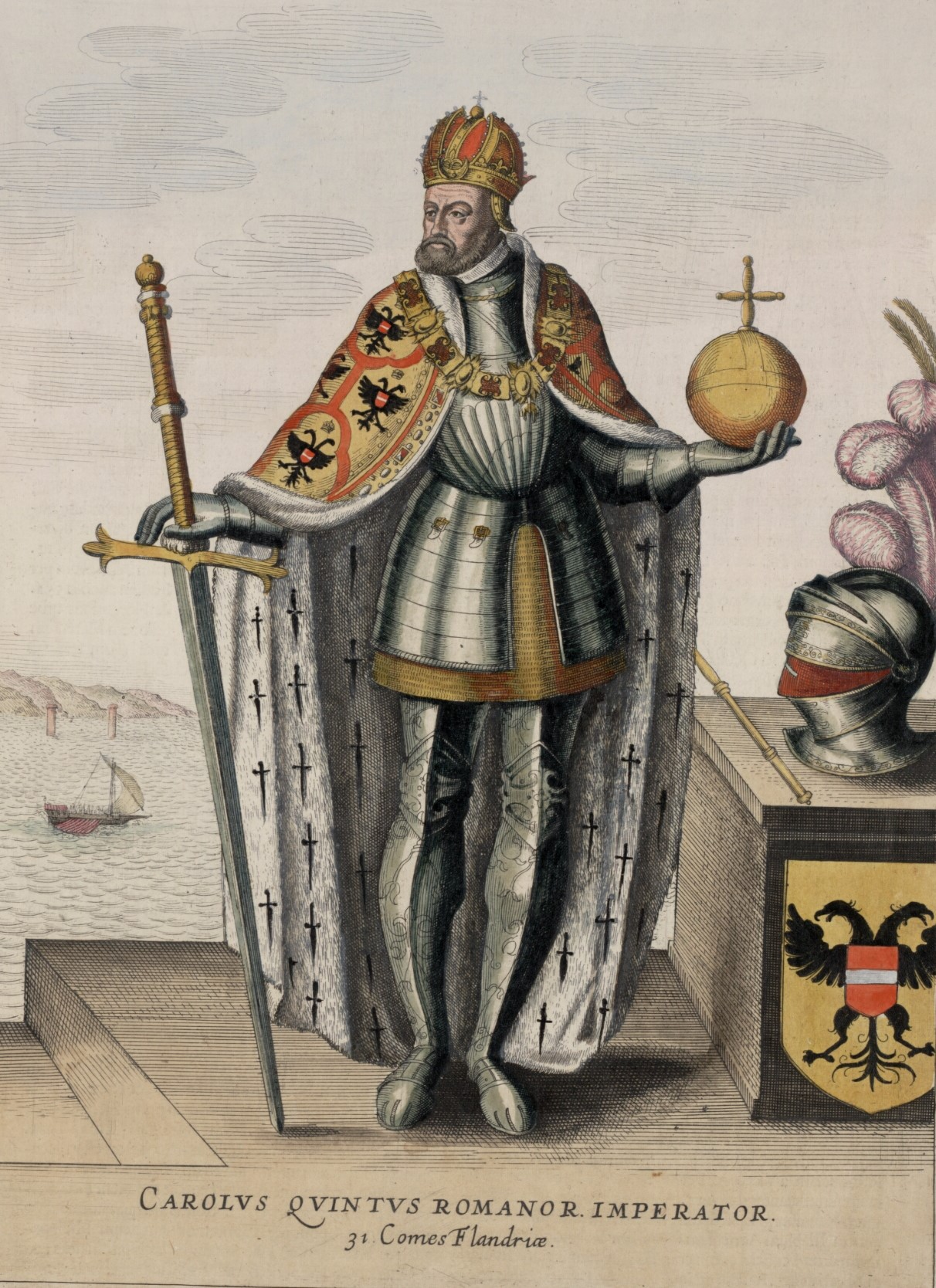
Carlos I retratado como emperador del Sacro Imperio Romano Germánico

Mientras tanto, la rebelión comunera prevista en Burgos para el 23 de enero fue todo un fracaso, debido a que se adelantó dos días. Los comuneros burgaleses hubieron de rendirse, siendo el último intento de rebelión acontecido en la cabeza de Castilla.

## La batalla de Torrelobatón

### Preludio

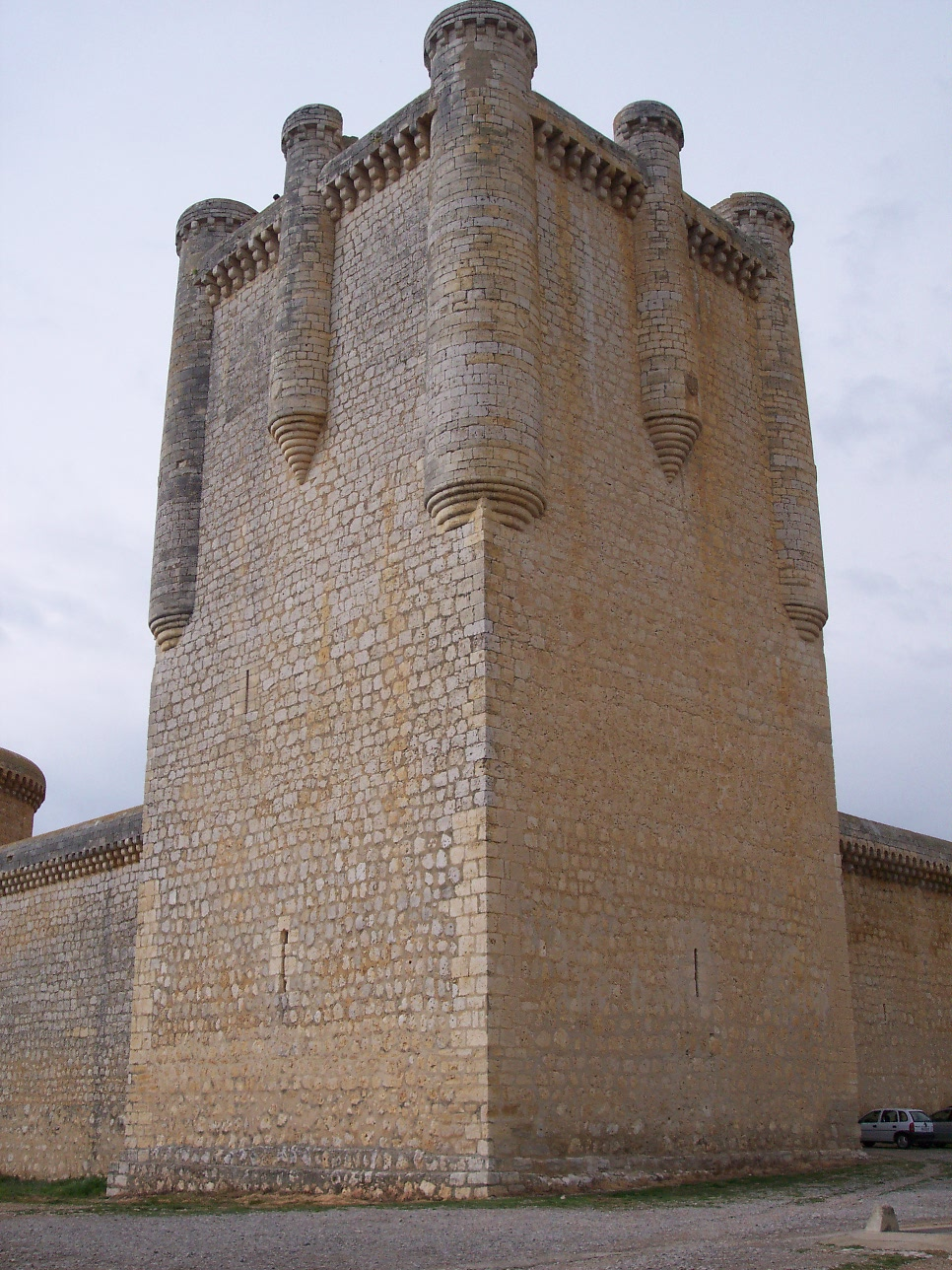
Torre del homenaje del castillo de Torrelobatón, última plaza de la localidad en rendirse a los comuneros

Tras el fracaso acontecido en Burgos, Padilla decidió regresar a Valladolid, mientras que Acuña optó por reemprender su hostigamiento a las propiedades de los señores en Tierra de Campos. Con esta serie de acciones, Acuña pretendía destruir u ocupar las plazas imperantes de los señores, otorgando a la revuelta comunera uno de sus rasgos más característicos de su segunda etapa: su rechazo al orden social basado en el régimen señorial.
Así pues, después de los últimos fracasos sufridos por los comuneros, Padilla deseaba obtener un triunfo para elevar la moral de la tropa y de todo el movimiento. Fue entonces cuando se decidió a tomar
Torrelobatón y su castillo. Era una plaza fuerte a medio camino entre Tordesillas y Medina de Rioseco, y muy cercana a Valladolid, por lo que podía ser una excelente base para emprender acciones militares.

### Desarrollo
El 21 de febrero de 1521 comenzó el asedio de la villa, que resistió durante cuatro días, gracias a sus murallas. El 25 de febrero los comuneros conseguían entrar en la localidad. Esta fue sometida a un enorme saqueo como premio a las tropas, del que solamente se salvaron las iglesias. El castillo continuó resistiendo, pero terminó rindiéndose ante la amenaza de ahorcar a todos los habitantes si no claudicaba, no antes de acordarse la conservación de la mitad de los bienes que se encontraran en el castillo, evitando así su saqueo.

### Consecuencias
La victoria en Torrelobatón levantó los ánimos en el bando comunero, hasta el punto de sembrar el entusiasmo, mientras que en el bando realista, provocó la inquietud ante el avance rebelde. Esta inquietud alteró a los nobles fieles al cardenal Adriano, que se acusaban mutuamente de no haber hecho nada para evitar la pérdida de Torrelobatón. Asimismo, el Condestable comenzó a enviar tropas a la zona de Tordesillas, a modo de refuerzos y como guarnición ante los comuneros.
Pero pese al entusiasmo presente entre los rebeldes, estos decidieron mantenerse en sus posiciones de los Montes Torozos, sin lanzar ningún ataque, lo que provocó que muchos de los soldados comuneros volvieran a sus casas, cansados de esperar los sueldos y nuevas órdenes.

## Acuña en el sur

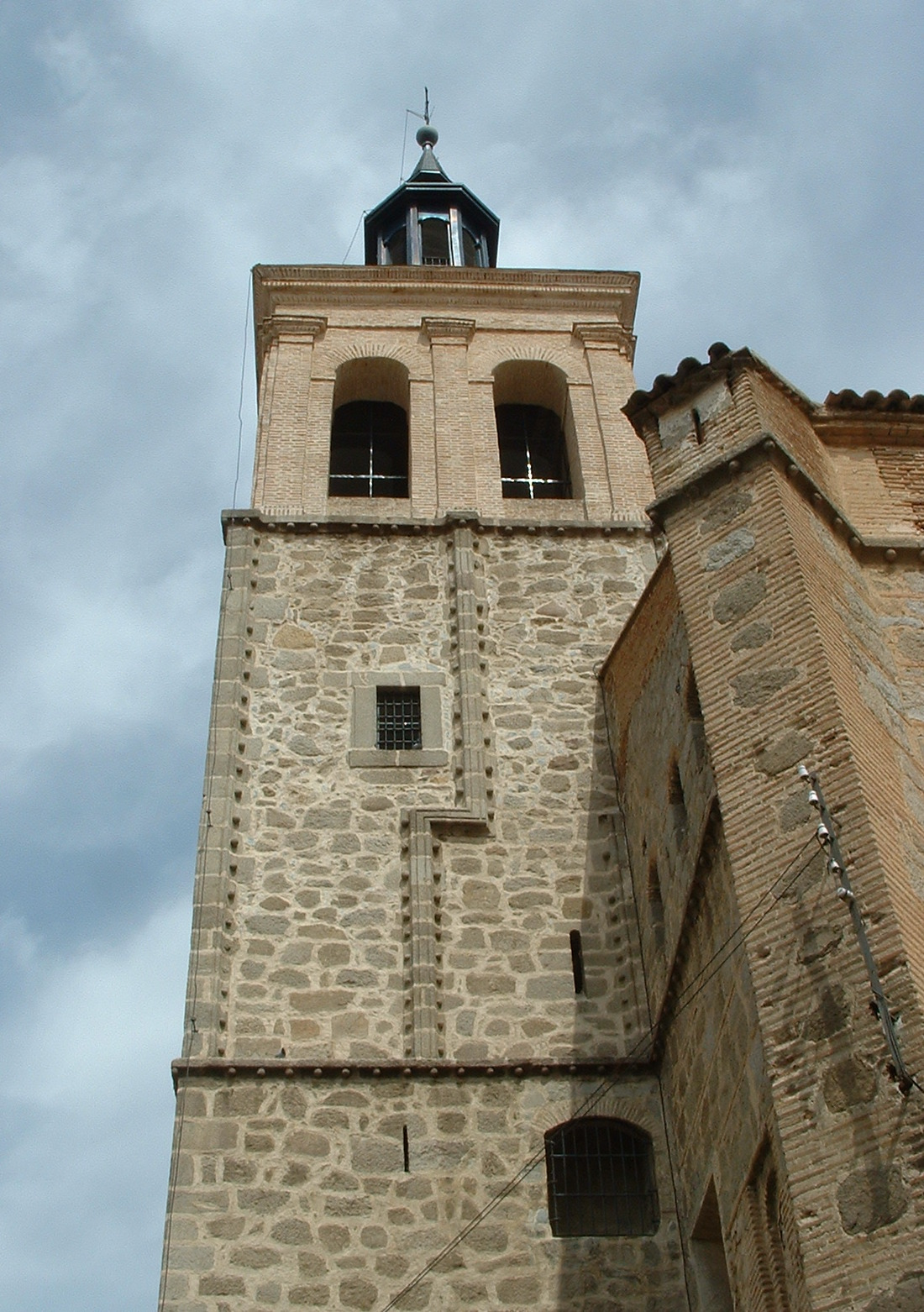
Iglesia de la Virgen de Altagracia, en Mora, totalmente reconstruida tras su incendio por las tropas realistas

Tras la muerte del flamenco Guillermo de Croy, arzobispo de Toledo, en enero de 1521, desde la Junta, presente en Valladolid, se propuso a Antonio de Acuña como aspirante a la sede y se le encomendó la misión de tomar posesión del arzobispado.
Acuña partió en febrero rumbo hacia Toledo, con una pequeña tropa bajo su mando. Recorrió localidades como Buitrago del Lozoya y Torrelaguna, donde anunció que iba a tomar posesión del arzobispado de Toledo. Esto levantó el entusiasmo entre los partidarios comuneros de Alcalá de Henares, que lo recibieron con vítores el 7 de marzo en dicha ciudad, y despertó el recelo en la aristocracia presente en la zona de Toledo, que temía que Acuña pudiera actuar en sus tierras como ya hizo en Tierra de Campos. Entre los aristócratas más importantes presentes en la zona se encontraban el marqués de Villena y el duque del Infantado, que enseguida trataron de ponerse en contacto con Acuña, firmando un pacto mutuo de neutralidad.
Sin embargo, sí hubo de enfrentarse con el prior de la Orden de San Juan, Antonio de Zúñiga, presente en Consuegra y nombrado por los regentes jefe de las fuerzas realistas presentes en la zona de Toledo. Acuña recibió informaciones sobre la presencia del prior cerca de Corral de Almaguer a mediados de marzo, por lo que salió tras él, buscando batalla cerca de Tembleque. El prior consiguió repeler el ataque, para lanzar uno improvisado entre Lillo y El Romeral, infligiendo una contundente derrota a Acuña, el cual trató de minimizarla, llegando incluso a afirmar que había salido victorioso del enfrentamiento.
Tras la victoria del prior de la Orden de San Juan, Acuña se encaminó hacia Toledo, presentándose en la Plaza de Zocodover el 29 de marzo, Viernes Santo. La multitud lo rodeó y lo llevó directamente a la catedral, reclamando la silla del arzobispo para él. Al día siguiente, 30 de marzo, se entrevistó con María Pacheco, mujer de Padilla y que dirigía la comunidad toledana en ausencia de su marido. Surgió entre ambos una rivalidad por el control, que se resolvió con intentos mutuos de reconciliación.
Una vez asentado en el arzobispado toledano, Acuña comenzó a reclutar a hombres de 15 a 60 años para volver a combatir a las tropas del prior de San Juan. Tras la quema de Mora el 12 de abril
 por las tropas realistas, parte de Toledo con 1500 hombres a sus órdenes, instalándose primeramente en Yepes. Desde allí dirigió operaciones contra las zonas rurales, destruyendo primero Villaseca de la Sagra y prestando batalla contra las tropas del prior en la zona cercana al Tajo, en Illescas.

## La batalla de Villalar

### Preludio
Ya desde principios de abril de 1521, el bando realista estaba desplegando un enorme ejército en los alrededores de Tordesillas, con 3000 infantes, 600 lanzas, dos cañones, dos culebrinas y cinco piezas ligeras de artillería. Dicho ejército se dedicó a ocupar posiciones en localidades como Becerril de Campos, cercana a Palencia, y Peñaflor de Hornija, uniéndose a tropas del Almirante y de los señores de Tordesillas.
Mientras tanto, los comuneros reforzaron sus efectivos de Torrelobatón, pero su ejército no se encontraba del todo cohesionado, por lo que Padilla manejaba la posibilidad de desplazarse hasta Toro en busca de refuerzos.

### Desarrollo

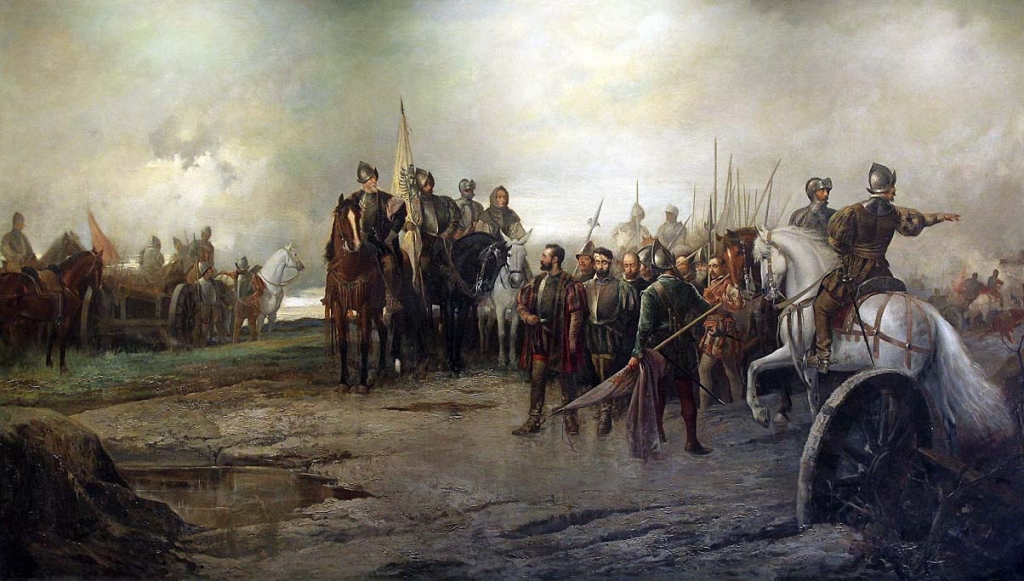
Pintura del de Manuel Picolo López, donde refleja el desarrollo de la batalla de Villalar

Padilla decidió finalmente partir hacia Toro en la madrugada del 22 al 23 de abril, tras haber perdido bastante tiempo, lo que permitió a los realistas aglutinar a todas sus tropas.
Nada más partir hacia Toro, las tropas realistas del Almirante y el Condestable presentes en Peñaflor de Hornija  salieron tras la pista de Padilla, alcanzándolo finalmente en la localidad de Villalar.
En medio de una intensa lluvia, Padilla intentó primero atrincherar a sus prácticamente 6000 hombres en Vega de Valdetronco, pero no consiguió desplegar a sus tropas y se vio obligado a prestar batalla en Villalar, donde la caballería realista, compuesta por unas 500 o 600 lanzas, aplastó al ejército rebelde, que no tuvo tiempo de desplegarse.

### Consecuencias

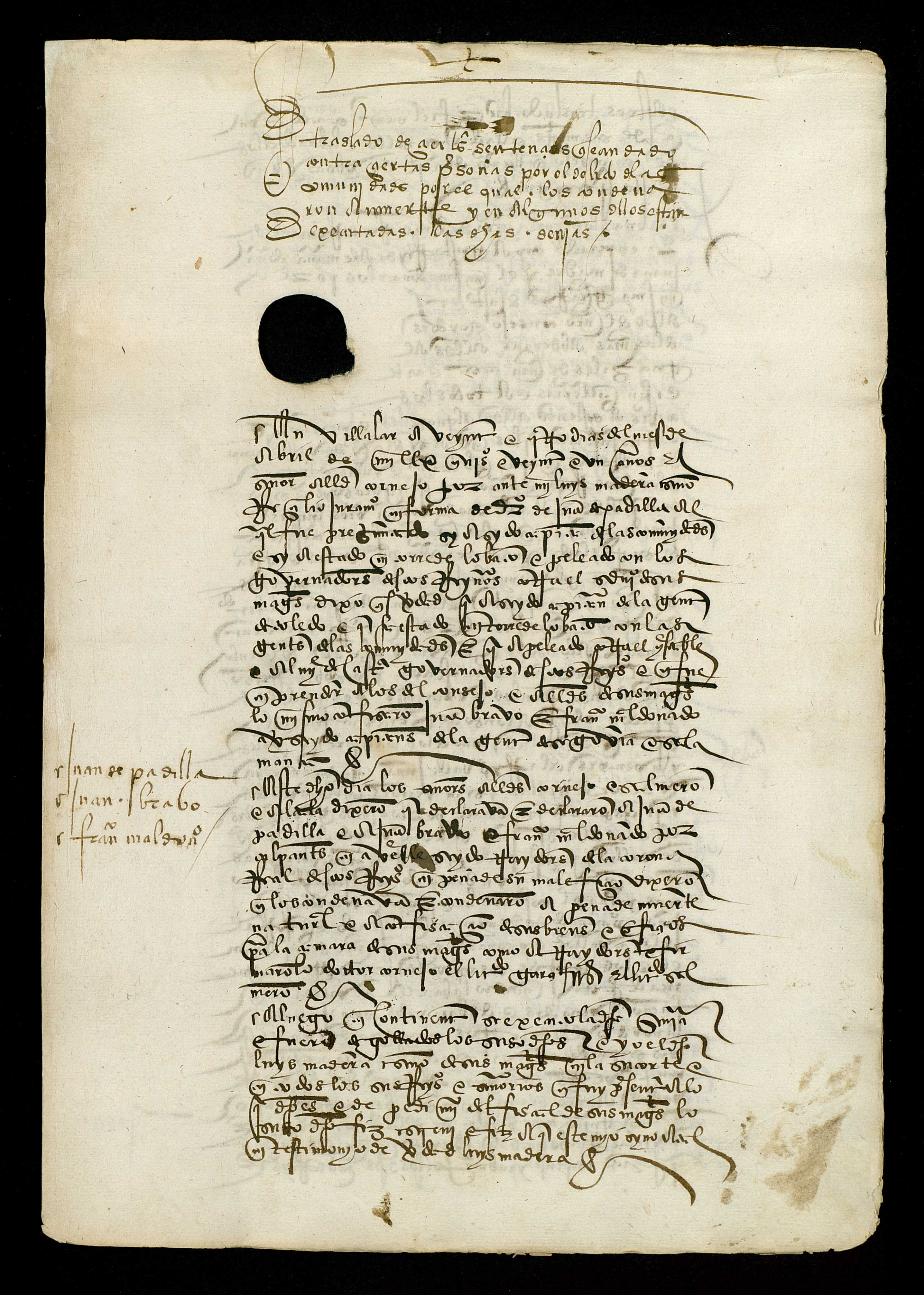
Sentencia de los comuneros Padilla, Bravo y Maldonado

La batalla se saldó con prácticamente mil bajas por parte de los comuneros y el apresamiento de sus líderes principales: Juan de Padilla, Juan Bravo y Francisco Maldonado. Estos fueron decapitados en la mañana del 23 de abril en un cadalso situado en la Plaza Mayor de Villalar, estando presente la mayor parte de la nobleza afín al rey, que asestaba así un golpe prácticamente definitivo a la rebelión.
Mientras tanto, el resto del ejército comunero que consiguió escapar, trató de continuar hasta Toro, pero terminó por fragmentarse, fruto de la persecución que estaba ejerciendo el Condestable de Castilla sobre él.

## El fin de la guerra
Tras la batalla de Villalar, las ciudades de Castilla la Vieja no tardaron en sucumbir al potencial de las tropas del rey, volviendo todas las ciudades del norte a prestar lealtad al rey a primeros de mayo. Únicamente Madrid y Toledo, especialmente esta última, mantuvieron vivas sus comunidades durante un tiempo mayor.

### La resistencia de Toledo

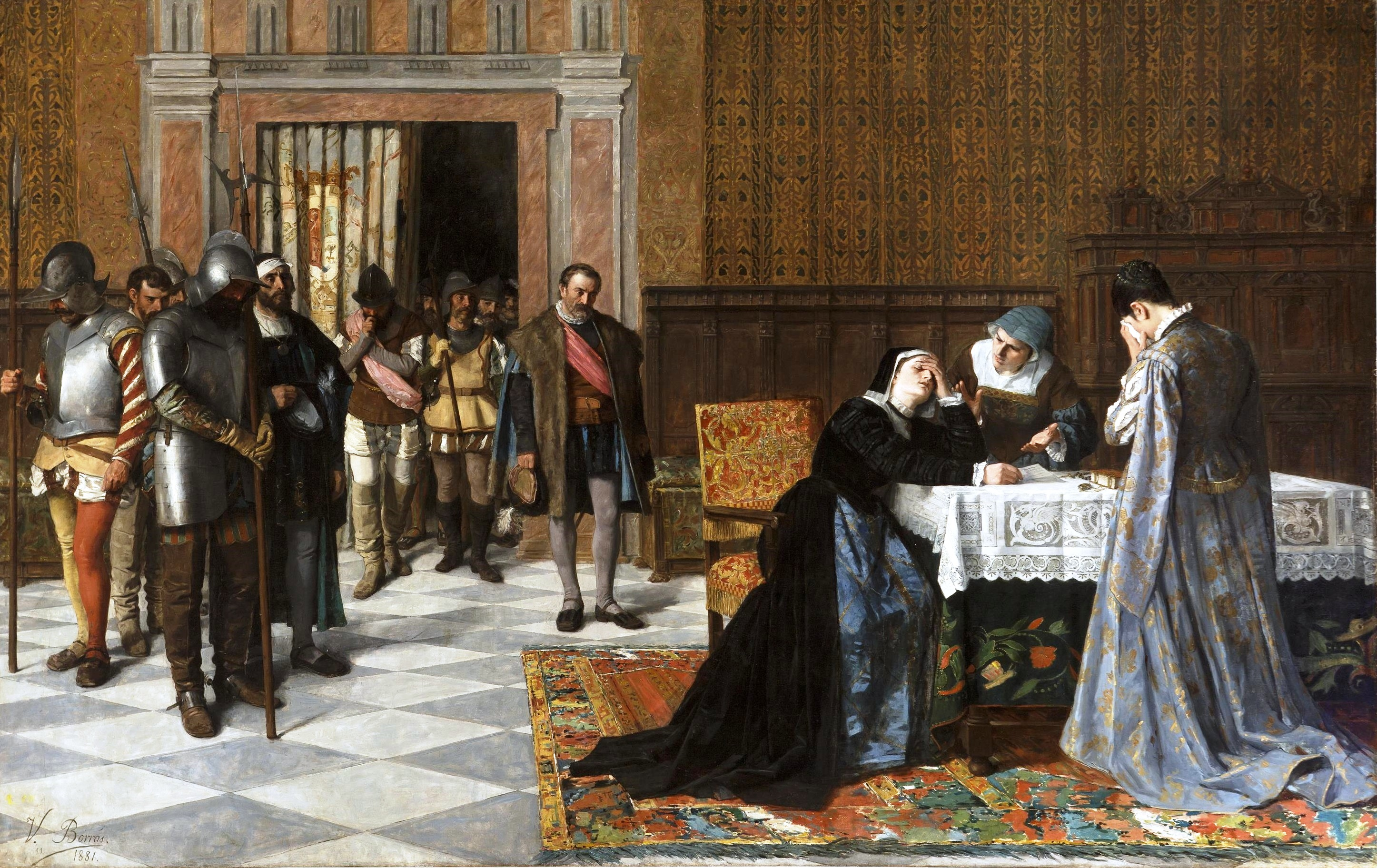
María Pacheco recibiendo la noticia de la muerte de su marido en Villalar; óleo del de Vicente Borrás

Las primeras noticias de Villalar llegaron a Toledo el 26 de abril, siendo ignoradas por parte de la Comunidad local. La certeza de la derrota se hizo evidente a los pocos días, cuando comenzaron a llegar los primeros supervivientes a la ciudad, que confirmaron el hecho y dieron testimonio del ajusticiamiento de los tres líderes rebeldes. Fue entonces cuando Toledo se declaró en duelo por la muerte de Juan de Padilla.
Tras la muerte de Padilla, Acuña perdió popularidad entre los toledanos, en favor de María Pacheco, viuda de Padilla. Comenzaban a surgir voces que solicitaban la negociación con los realistas, buscando evitar el sufrimiento de la ciudad, más aún tras la rendición de Madrid el 7 de mayo. Todo parecía indicar que la caída de Toledo era cuestión de tiempo.
En este contexto, Acuña abandonó la ciudad, intentando huir al extranjero por la frontera del Reino de Navarra. En ese momento, se produjo la invasión francesa de Navarra, siendo Acuña reconocido y detenido en la frontera.
La invasión francesa provocó que el ejército realista hubiera de concentrarse en expulsar a los franceses de Navarra, postergando momentáneamente el restituir la autoridad del rey en Toledo.
A partir de ese momento, María Pacheco asumió el control de la ciudad, instalándose en el Alcázar, recabando impuestos y fortaleciendo las defensas. Solicitó la intervención del marqués de Villena para negociar con el Consejo Real, con el objetivo de obtener unas mejores condiciones que negociando directamente.

### La rendición de Toledo
El marqués de Villena terminó abandonando las negociaciones entre ambos bandos, por lo que María Pacheco asumió de manera personal las negociaciones con el prior de la Orden de San Juan. El pacto de rendición de Toledo fue acordado el 25 de octubre de 1521 gracias a la intervención de Esteban Gabriel Merino, arzobispo de Bari y enviado del prior de San Juan.
Así pues, el 31 de octubre los comuneros abandonaron el Alcázar toledano y el arzobispo de Bari nombró a los nuevos funcionarios.

### La revuelta de febrero de 1522
Tras la vuelta al orden de Toledo, el nuevo corregidor de la ciudad acató las órdenes recibidas de restablecer al completo la autoridad del rey en la ciudad, dedicándose a provocar a los antiguos comuneros. María Pacheco continuaba presente en la ciudad, y se negaba a entregar las armas hasta que el rey firmara de forma personal los acuerdos alcanzados con el prior de San Juan. Por ello, el corregidor toledano exigía la cabeza de María Pacheco.
La situación llegó a un extremo cuando el 3 de febrero de 1522 se ordenó apresar a un agitador, a lo que los comuneros se opusieron. Se inició entonces un enfrentamiento, subsanado gracias a la intervención de María de Mendoza y Pacheco condesa de Monteagudo de Mendoza, hermana de María Pacheco. Se concedió una tregua, que supuso la derrota de los comuneros, pero que fue aprovechada por María Pacheco para escapar a Portugal, donde se exilió hasta su muerte, en 1531.
Probablemente, el lugar más evocador de la Guerra de las Comunidades sea la Plaza de Padilla, surgida por la demolición  del palacio toledano del comunero Juan de Padilla y su mujer, María Pacheco, por orden del corregidor Juan Zumel, quien ordenó sembrar de sal el solar para que ni la hierba creciese donde se hallaba alzaba la morada de los cabecillas rebeldes. Este foco de la resistencia comunera, cuyo entorno urbano fue el escenario de la enconada lucha final, acabó siendo denominado por los toledanos “plaza de Padilla”, perpetuándose así la memoria del comunero y su mujer frente al propósito vengativo del corregidor.

## El Perdón General de 1522
Carlos I regresó a España el 16 de julio de 1522, instalando la corte en Palencia. A partir de la llegada del rey, la represión contra los excomuneros avanzaría a un ritmo mayor. Así lo demuestra la ejecución de Pedro Maldonado, líder salmantino y primo de Francisco Maldonado, ejecutado en Villalar.
Carlos I permaneció en Palencia hasta finales del mes de octubre, trasladándose a Valladolid, donde el 1 de noviembre se promulgó el Perdón General, que daba la amnistía a quienes habían participado del movimiento comunero. Sin embargo, un total de 293 personas -pertenecientes a todas las clases sociales y entre las que se incluían María Pacheco y el Obispo Acuña- fueron excluidas del Perdón General.
Se estima que fueron un total de cien los comuneros ejecutados desde la llegada del rey, siendo los más relevantes Pedro Maldonado y el obispo Acuña. Este último fue ajusticiado en el castillo de Simancas el 24 de marzo de 1526, tras un intento frustrado de fuga. A raíz de esta ejecución, Carlos I fue excomulgado por ordenar el ajusticiamiento de un prelado de la iglesia. Las relaciones entre los dos poderes universales sufrieron grandes altibajos tras la elección de un papa tan favorable como fue el mismísimo Adriano de Utrecht (1522-1523), y pasaban por un momento muy negativo con el profrancés Clemente VII (1523-1534), que acabó sufriendo el saco de Roma (1527), tras lo que se vio obligado a reconciliarse con Carlos y coronarle emperador en Bolonia (1530).

## Consecuencias de la guerra
Las consecuencias fundamentales de la guerra de las Comunidades de Castilla fueron la pérdida de la élite política de las ciudades castellanas, en el plano de la represión real, y en las rentas del Estado. El poder real se veía obligado a indemnizar a aquellos que perdieron bienes o sufrieron daños en sus posesiones durante la revuelta. Las mayores indemnizaciones correspondían al Almirante de Castilla, por los daños sufridos en Torrelobatón y los gastos ocasionados en la defensa de Medina de Rioseco. Le seguían el Condestable y el obispo de Segovia.
La forma de pago de estas indemnizaciones se solucionó mediante un impuesto especial para toda la población de cada una de las ciudades comuneras. Estos impuestos mermaron las economías locales de las ciudades durante un periodo aproximado de veinte años, debido a la subida de precios. De igual modo, la industria textil del centro de Castilla perdió todas sus oportunidades de convertirse en una industria dinámica.
La nobleza queda definitivamente neutralizada frente a la triunfante monarquía autoritaria; su segmento alto o aristocracia se vio compensada por su apoyo al emperador, con cuyos intereses quedaba identificada estrechamente, pero quedando clara la subordinación de súbditos a monarca. Las Cortes de Toledo de 1538, últimas a las que se convocó a la nobleza como brazo o estamento, sancionaron esa nueva forma de gobernar la Corona de Castilla, pieza central de lo que ya puede llamarse la Monarquía Católica o Monarquía Hispánica de los Habsburgo. A esas alturas, los sueños de la Idea imperial de Carlos V habían quedado en gran parte diluidos, lo que quedó confirmado en el reinado de su hijo Felipe II.

## Influencia en épocas posteriores

### En elsigloXVII
Ya en el Siglo de Oro se comenzó a hacer alusiones a las Comunidades en las obras literarias, destacando la alusión realizada en el Quijote. Igualmente, aparece citada la palabra comunero por Francisco de Quevedo como sinónimo de rebelde.

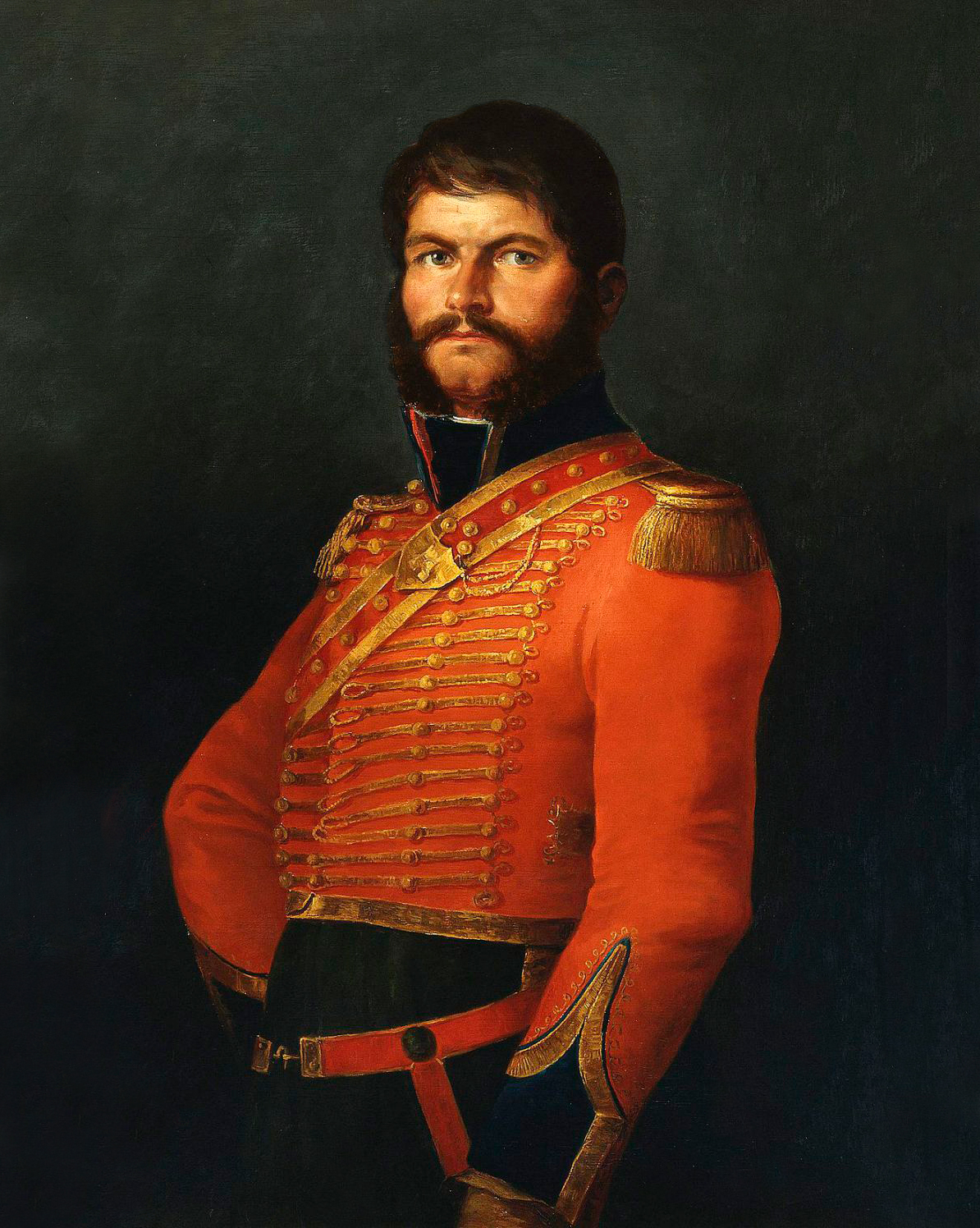
El Empecinado, líder de la expedición que acudió a Villalar el 23 de abril de 1821

### En elsigloXIX
A partir del siglo XIX, comenzó a rehabilitarse la figura de los Comuneros, restituyéndoles como precursores de la libertad y mártires del absolutismo.
En enero de 1821 liberales exaltados escindidos de la masonería formaron una sociedad secreta que adoptó significativamente el nombre de Confederación de Comuneros Españoles y a su órgano de difusión dieron el título de El Eco de Padilla. El primer gran acto conmemorativo llegó en abril de 1821, con motivo del III Centenario de la batalla de Villalar. A dicha localidad de Villalar acudió Juan Martín Díez, El Empecinado, con una expedición para exhumar los restos de los capitanes ajusticiados en 1521. Se iniciaron entonces los homenajes a los comuneros por parte del gobierno liberal en el poder.
A partir de ese momento comenzó a ensalzarse la figura antidéspota, nacionalista y liberal de los comuneros, como defensores de las libertades frente al absolutismo y de la identidad nacional frente a la extranjera, representada por los flamencos.
En 1869, en Valladolid, a fecha del 15 de junio, se firmó el Pacto Federal Castellano (el cual no llegó a hacerse efectivo) entre diecisiete provincias, que termina con la siguiente alusión a las Comunidades:

La sangre de los Padilla, Bravo y Maldonado que corren por vuestras
venas y el ardimiento de que guardan memoria estos pueblos de las
comunidades, garantizan el éxito de nuestras aspiraciones y deseos.
Pacto Federal Castellano

### En elsigloXX

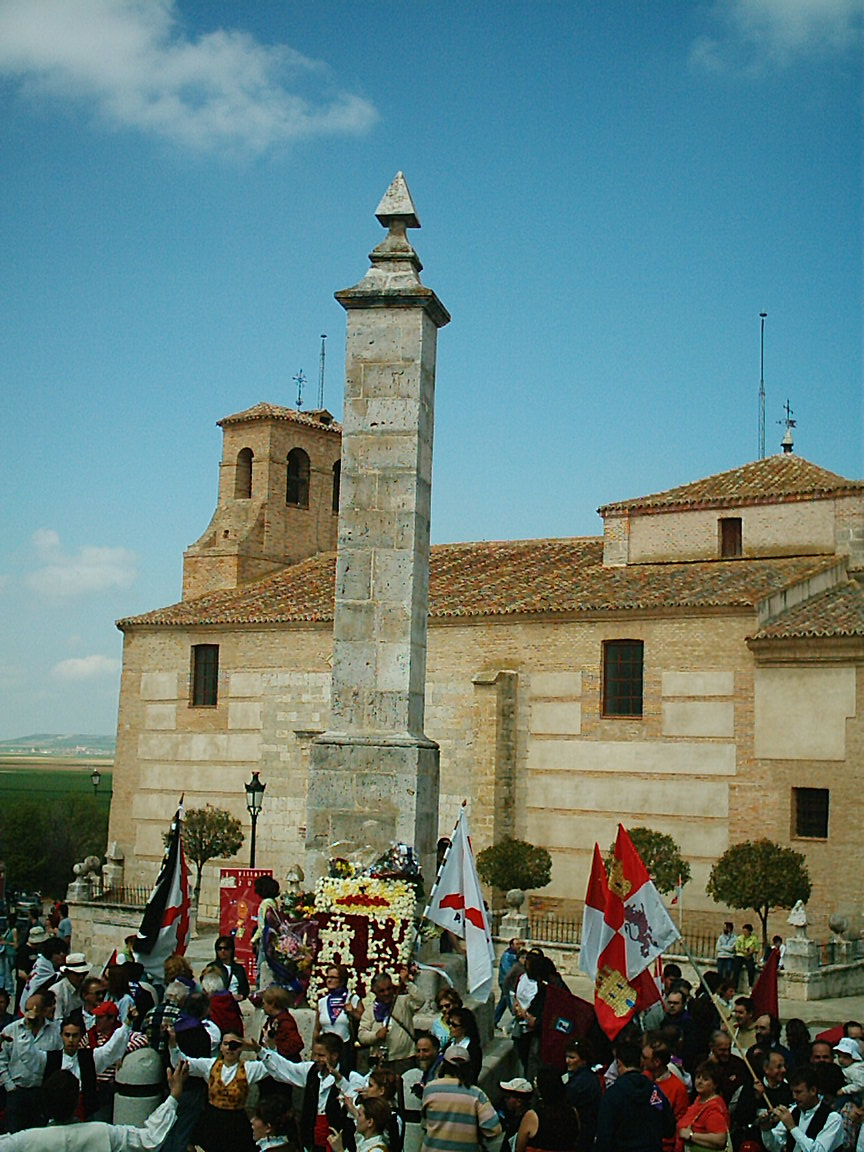
Ofrenda floral al monolito de Villalar, consturido en honor a los Comuneros en 1899, en el 23 de abril de 2006

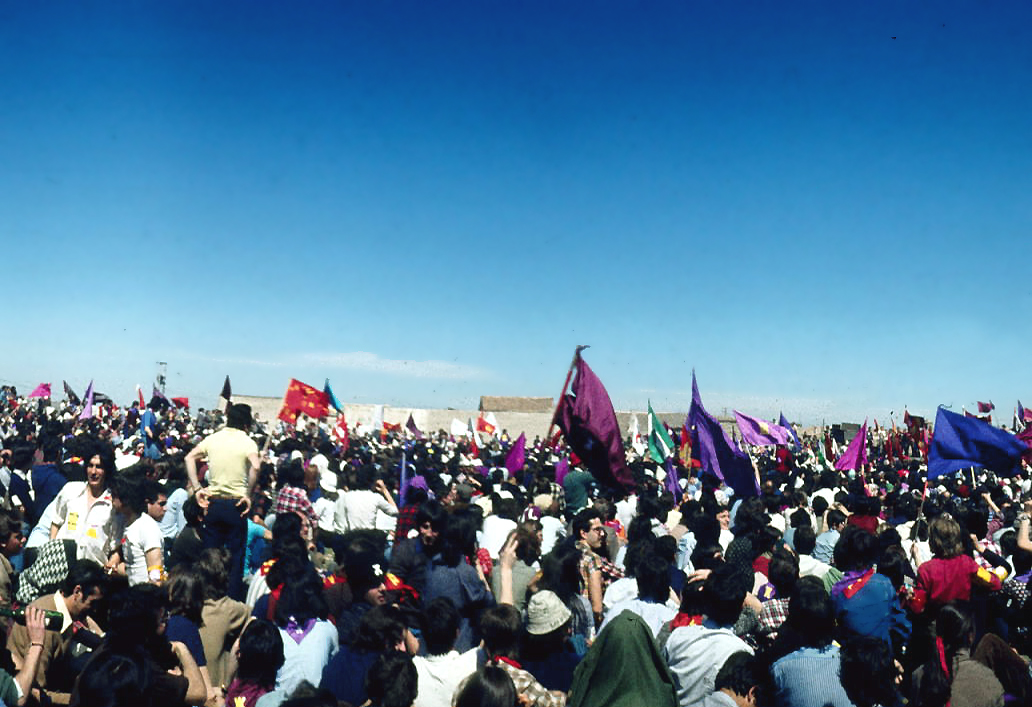
Villalar de los Comuneros, 23 de abril de 1977

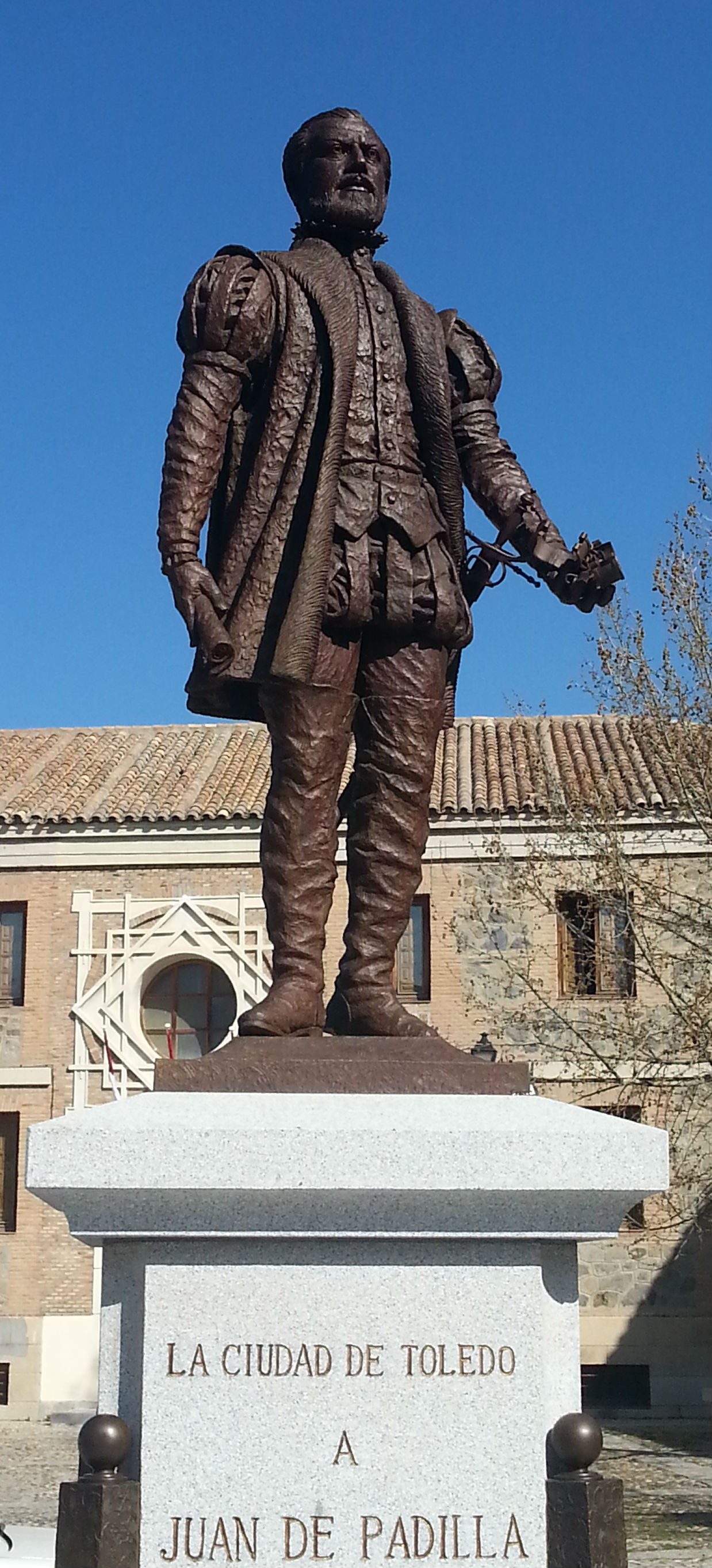
Escultura en bronce de Juan de Padilla, obra del escultor toledano Julio Martín de Vidales

Los primeros estudios sobre la figura de los comuneros y de las Comunidades fueron realizados por Ángel Ganivet, precursor de la generación del 98. Tras él, vendrían otros autores como Manuel Azaña, presidente de la Segunda República Española o Gregorio Marañón.
Como reacción a la interpretación "romántica-liberal" dominante durante el siglo XIX, se fue formulando una interpretación alternativa de carácter "tradicionalista-reaccionario" o "conservador" (originada en la interpretación histórica general de Marcelino Menéndez y Pelayo y explicitada por Ramón Menéndez Pidal o José María Pemán), que se hará oficial durante el franquismo a través de su visión del nacionalismo español e impuesta a través de la escuela nacionalcatólica (la que se refleja en El florido pensil). Según esta visión, los comuneros eran politicastros comparados explícitamente con los nacionalistas periféricos, motivados por razones espurias o bienintencionados que no llegaban a entender lo sublime del destino imperial por no alcanzar a ver más allá del campanario de su aldea.
Desde mediados del siglo XX, la renovación de la historiografía introdujo cambios metodológicos, principalmente provenientes de Francia (Escuela de los Annales), que fueron introducidos tanto por los historiadores hispanistas como por los autóctonos, por ejemplo el español José Antonio Maravall o el francés Joseph Pérez. En algunos casos se intentaron explicaciones de carácter materialista, que buscaban los motivos de los alineamientos políticos en distintas coaliciones sociales en torno a intereses económicos.
El gran impulso a la revitalización simbólica de las Comunidades con motivos reivindicativos llegó a partir del año 1976, en plena Transición española convocado por el Instituto Regional Castellano-Leonés. A partir de ese año, comienzan a celebrarse concentraciones en Villalar cada 23 de abril. Ese mismo año, el grupo segoviano Nuevo Mester de Juglaría musicalizó el romance de Los Comuneros, compuesto en 1972 por el poeta leonés Luis López Álvarez.
Tras varios años de concentraciones no autorizadas en Villalar cada 23 de abril para conmemorar la derrota comunera, la fiesta adquirió el carácter de oficial en el año 1983, tras la conformación de la comunidad autónoma de Castilla y León.
De igual modo, cada 3 de febrero desde el año 1988, en recuerdo de la rebelión de 1522, último acontecimiento militar de la Guerra, se celebra el homenaje a los Comuneros en Toledo, resaltando la figura de Juan de Padilla y de María Pacheco.
Desde el año 2007, el castillo de Torrelobatón alberga el centro de interpretación de la Guerra de las Comunidades de Castilla, por lo que el castillo se conoce como el Castillo de los Comuneros de Torrelobatón.
El 15 de marzo de 2015 fue inaugurado en Toledo el monumento a Juan de Padilla en la plaza que ocupa el solar en que se levantaban sus casas. De este modo se ponía fin a un anhelo histórico de la ciudad castellana, que había visto cómo hasta en siete ocasiones el intento por erigir este homenaje había fracasado. El notable monumento, obra de Julio Martín de Vidales y sufragado por la Fundación Soliss, está realizado en bronce con un pedestal de piedra de los Montes de Toledo y alcanza una altura total de 4,72 metros y pesa 32 toneladas.

#### En la política

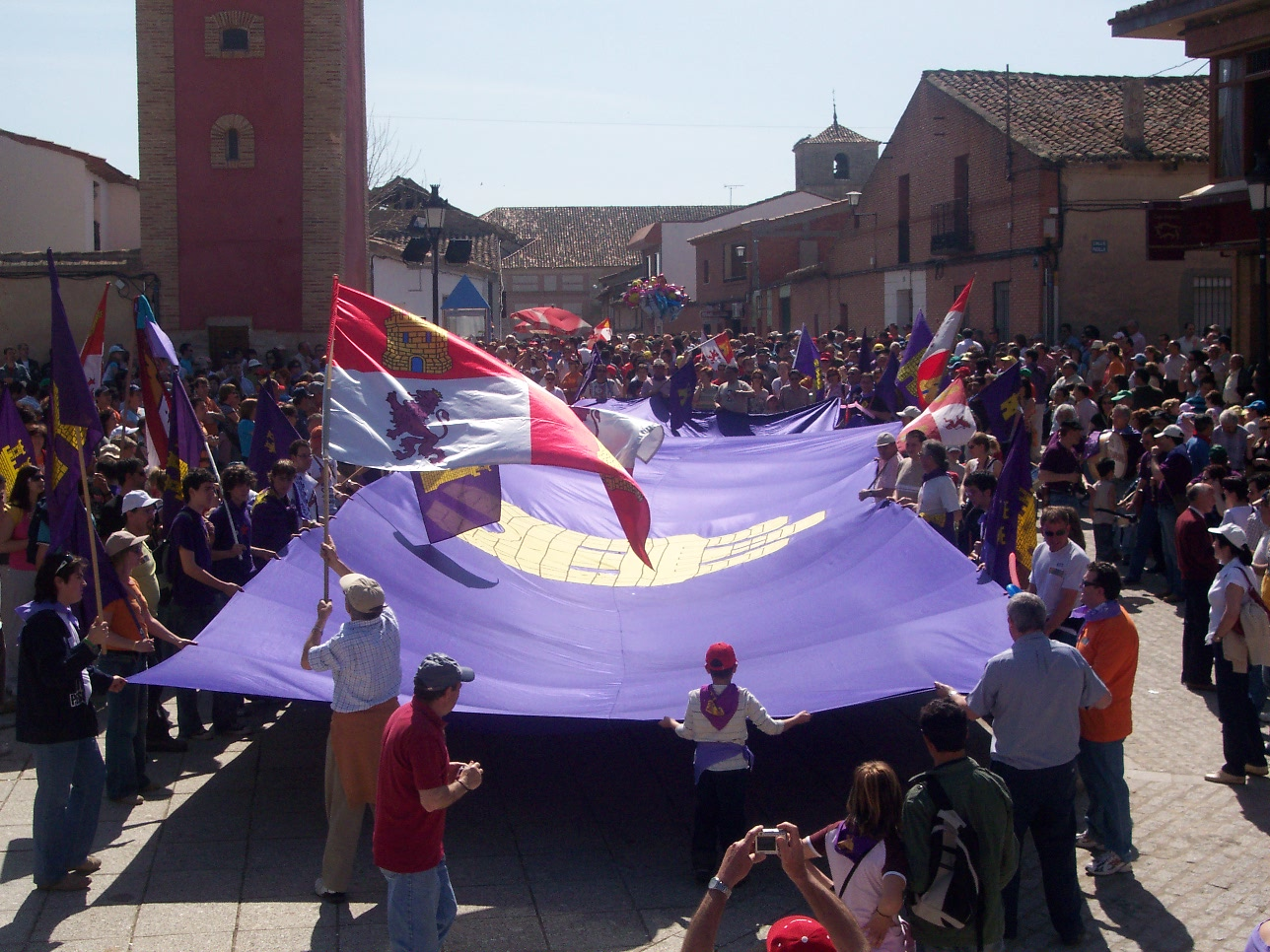
Concentración castellanista en el monolito de Villalar, el 23 de abril de 2007

Después de la Transición, han sido bastantes los partidos de índole castellanista y regionalista que han utilizado la figura de los comuneros, bien en sus campañas, como parte del nombre del partido o como seña de identidad simbólica para Castilla o para un contexto territorial más amplio (las antiguas Dos Castillas: Castilla la Nueva y Castilla la Vieja) que incluiría a Cantabria, La Rioja, Comunidad de Madrid y Castilla-La Mancha. Al mismo tiempo, nacieron los denominados Concejos Comuneros, formados por emigrantes castellanos en otras ciudades, siendo los más destacados los de ciudades como Barcelona.
Así, entre los primeros partidos de las tendencias ya mencionadas, se encuentra la Unidad Comunera Castellana, ya desaparecida, o Tierra Comunera, uno de los de mayor importancia electoral y desaparecido en 2009.

## En las artes y la cultura popular
La guerra de las Comunidades ha sido novelada por Olalla García en Pueblo sin rey (2020).